# Vietnam
Cette page contient des caractères spéciaux ou non latins. S’ils s’affichent mal (▯, ?, etc.), consultez la page d’aide Unicode.
Viêt Nam
République socialiste du Vietnam
(vi) Cộng hoà Xã hội chủ nghĩa 
 Việt Nam
Le Vietnam,,,,, Viet Nam ou Viêt Nam, en forme longue la république socialiste du Vietnam, république socialiste du Viet Nam ou république socialiste du Viêt Nam (en vietnamien : Việt Nam  et Cộng hoà Xã hội chủ nghĩa Việt Nam ) est un pays d'Asie du Sud-Est situé dans l'est de la péninsule indochinoise. Il fait également partie de la sphère culturelle chinoise, aussi appelée sphère culturelle d'Asie de l'Est. Pendant plus d'un millénaire, le Vietnam a été sous domination chinoise.
Tout commence à partir de 111 av. J.-C. lorsque la dynastie Han s'empare du Nam Việt. Le Nam Việt, ou Nanyue en chinois, comprenait alors les provinces actuelles du Yunnan, du Guangxi et du Guangdong. La culture vietnamienne possède par conséquent de nombreux traits culturels communs avec la Chine, la Corée et le Japon. Depuis la conquête du royaume de Champa par l'empereur Lê Thanh Tông en 1471, le pays a hérité également de nombreux temples rattachés à l'hindouisme. Les temples et musées chams comme le musée de la sculpture chame de Đà Nẵng ou le sanctuaire de Mỹ Sơn, qui est l'un des premiers sites chams au Vietnam, sont des témoignages du passé du royaume de Champa et de la culture chame. Ce dernier a été fondé au IVe siècle. Les Chams vivent toujours au Vietnam, même si nombre d'entre eux ont émigré au Cambodge durant la conquête du royaume de Champa. En 2020, il restait 178 948 Chams au Vietnam.
Le Vietnam partage ses frontières avec la Chine au nord, le Laos au nord-ouest et le Cambodge au sud-ouest. Sa capitale est Hanoï. La langue officielle est le vietnamien, et la monnaie, le dong. C'est un État communiste à parti unique (Parti communiste vietnamien) où existe la liberté d'entreprendre. D'autres partis siègent à l'Assemblée nationale, mais lui sont étroitement affiliés.
Le pays est classé 66e pays par ordre de superficie (330 967 km2) et le seizième pays le plus peuplé du monde avec environ 99 millions d'habitants en 2021. Constitué d'une longue côte maritime qui s'étend sur près de 3 260 kilomètres, il est bordé du golfe de Thaïlande à l'ouest et de la mer de Chine méridionale à l'est. Environ 85 % de la population est d'ethnie viet que l'on trouve à proximité des rizières, le reste étant composé des 54 groupes minoritaires reconnus par le gouvernement vietnamien et essentiellement répartis dans les reliefs montagneux du nord, du nord-ouest et du centre.
Fruit d'une histoire longue et mouvementée, marquée par des occupations étrangères et des guerres de résistance successives, le Vietnam est, en 2019, avec une économie dynamique affichant l'un des taux de croissance les plus élevés de la région, un des nouveaux pays industrialisés, comptant parmi les Tigres asiatiques. Son économie repose notamment sur les services, l'agriculture et les exportations avec la Chine, les États-Unis, Singapour, la Corée du Sud et le Japon comme principaux partenaires commerciaux.
Le Vietnam est un pays en développement à revenu moyen inférieur. Le pays est confronté à un niveau élevé de corruption, à la censure, à des problèmes environnementaux et à un mauvais bilan en matière de droits humains. Le pays se classe parmi les plus bas dans les mesures internationales des libertés civiles, de la liberté de la presse et de la liberté de religion et des minorités ethniques. Le Vietnam fait partie d'institutions internationales et intergouvernementales telles que l'ASEAN, la APEC, le PTPGP, le Mouvement des non-alignés, l'OIF et l'OMC. Le pays a siégé deux fois au Conseil de sécurité des Nations unies.

## Étymologie
Avant de s'appeler « Vietnam », le pays a connu au moins une dizaine d'appellations nationales ponctuées de nombreux changements.
Dans la langue vietnamienne, langue monosyllabique, « Viêt Nam » s'écrit en deux mots : Việt et Nam. Le mot Việt est un nom propre qui désigne le groupe ethnique des Viets, qui vivait autrefois dans une région s'étendant du Sud du Yangzi Jiang en Chine à la partie Nord du Viêt Nam actuel. Quant au mot Nam, il signifie le sud. Le nom « Viêt Nam » peut donc être traduit littéralement par « pays des Viets du Sud ».

## Histoire
L'histoire du pays, dont les origines sont semi-légendaires, se confond en grande partie avec celle du peuple viêt, aussi appelé Kinh, qui, de son berceau primitif du Van Lang, aurait ensuite essaimé vers le delta du fleuve Rouge (Đồng bằng sông Hồng). Les Viêts ne prennent que très progressivement possession de l'espace géographique qui est aujourd'hui celui du Vietnam. En 258 av. J.-C., le Van Lang est intégré au royaume élargi d'Âu Lạc, qui passe à son tour sous la coupe de l'Empire de Chine. En 221 av. J.-C., un général chinois, Zhao Tuo (趙佗) se proclame roi d'un nouvel État indépendant, le Nam Việt (comprenant des territoires du Sud de la Chine et du Nord de l'actuel Vietnam), qui existe jusqu'en 111 av. J.-C., date à laquelle il est reconquis par la Chine sous le règne de l'empereur Wudi de la dynastie Han (漢武帝).

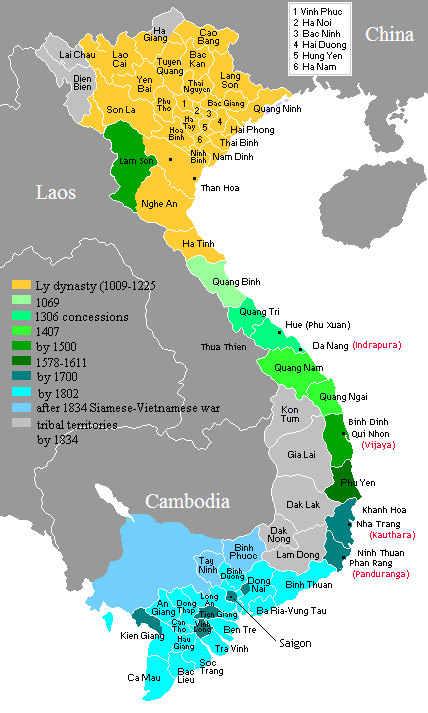
Le nam tiên (marche vers le Sud), processus de conquête de l'espace territorial par les Viêt.

Le futur Vietnam demeure en effet une possession chinoise pendant environ un millénaire, malgré des révoltes parmi lesquelles celles menées par les deux sœurs Trung (Hai Bà Trưng) et Triệu Thị Trinh sont les plus célèbres, et des périodes d'indépendance plus ou moins longues. Sous la dynastie chinoise des Tang, le pays est un protectorat désigné sous le nom d'Annam, le « Sud pacifié », nom qui servira longtemps à le désigner en Occident. Ce n'est qu'en 939 que l'effondrement du pouvoir central permet au Đại Việt, le « Grand Viêt », de devenir un royaume indépendant, qui continue cependant de payer tribut à la Chine. Au cours d'un processus séculaire appelé Nam Tiên, la « Marche vers le Sud », les Viêt conquièrent le territoire qui va devenir celui du Vietnam, aux dépens du royaume de Champa et de l'Empire khmer. Plusieurs dynasties se succèdent à la tête du pays qui, au XVIIIe siècle, atteint peu ou prou la configuration de l'actuel Vietnam. Entre le milieu du XVIe siècle et la fin du XVIIIe siècle, le pays est politiquement divisé en deux, la famille des ministres Trịnh (Chúa Trịnh) contrôlant le Nord et la famille Nguyễn (Nhà Nguyễn) le Sud, tandis que les empereurs de la dynastie Lê (Nhà Lê) ne conservent qu'un pouvoir symbolique. Les Tây Sơn (Nhà Tây Sơn) disputent ensuite le pouvoir aux deux familles, mais ce sont les Nguyễn, avec l'aide de la France, qui remportent la victoire. Au début du XIXe siècle, Gia Long de la famille Nguyễn devient l'empereur du pays, qui prend le nom de Vietnam et continue de reconnaître la Chine comme puissance suzeraine.
Au milieu du siècle, la fermeture du pays au commerce étranger et au christianisme finit par entraîner un conflit avec la France : le Second Empire intervient en 1858 et s'empare du Sud du pays, qu'il annexe pour en faire la colonie de Cochinchine. En 1883, la guerre franco-chinoise provoque une nouvelle expédition française, la France souhaitant à la fois sécuriser sa colonie et s'emparer des richesses du Tonkin au nord du pays. Des traités de protectorat aboutissent à la création de deux nouvelles entités, le Protectorat d'Annam (centre) et le Protectorat du Tonkin (nord). Le pays est désormais divisé en trois, les empereurs Nguyễn ne conservant qu'une autorité symbolique sur l'Annam et le Tonkin, tandis que la Cochinchine fait partie intégrante du territoire de la France et que survient un premier mouvement de résistance à l'invasion française, le mouvement Cần Vương. En 1887, les trois entités sont intégrées à l'Indochine française.
Malgré de nombreux soulèvements nationalistes, les Français maintiennent leur contrôle sur le territoire vietnamien ; dans les années 1930, le Parti communiste indochinois, dirigé par Nguyen Aï Quoc, futur Hô Chi Minh, organise à son tour des insurrections, durement réprimées. Les nationalistes vietnamiens modérés et l'empereur Bảo Đại tentent d'obtenir par la négociation une autonomie accrue, mais n'ont pas plus de succès. En 1945, le Japon, qui occupait l'Indochine française depuis 1940, démantèle l'appareil colonial français pour prendre le contrôle du territoire. La reddition japonaise, quelques mois plus tard, permet au Việt Minh, front nationaliste dirigé par le Parti communiste de Hô Chi Minh, de prendre le pouvoir lors de la révolution d'Août. Les Français ne parviennent que progressivement à reprendre le contrôle de l'Indochine ; Hô Chi Minh, dont le pouvoir est encore très fragile, tente la voie de la négociation, mais les pourparlers achoppent et, fin 1946, le conflit larvé débouche sur la guerre d'Indochine. Les Français réorganisent le pays, unifiant les trois territoires au sein de l'État du Vietnam (Quốc gia Việt Nam) dirigé par Bảo Đại ; le soutien de la Chine communiste permet cependant à partir de 1950 au Việt Minh de prendre militairement l'avantage. Après leur défaite lors de la bataille de Diên Biên Phu (Chiến dịch Điện Biên Phủ), les Français renoncent à poursuivre un conflit ingagnable sans le soutien des Américains, encore affaiblis par la guerre de Corée et, lors des accords de Genève en juillet 1954, reconnaissent l'indépendance de la partie nord du pays. Avant ça, le 4 juin 1954, la France a signé un traité accordant la pleine indépendance à l'État du Vietnam,,.
Le Vietnam demeure cependant provisoirement divisé en deux, les communistes ayant le contrôle du Nord et le gouvernement de Bảo Đại celui du Sud. Ngô Đình Diệm, premier ministre du Sud, refuse le référendum prévu par les accords pour réunifier le pays et prend le pouvoir, évinçant Bảo Đại et proclamant la république. Deux États ennemis, la république démocratique du Vietnam au Nord (Việt Nam Dân chủ Cộng hòa) et la république du Vietnam au Sud (Việt Nam Cộng hòa) se font désormais face, le Vietnam devenant l'un des fronts les plus chauds de la guerre froide. Une guerre civile entre le Nord et le Sud allait bientôt éclater. Les États-Unis, désireux d'endiguer la progression du communisme en Asie, se substituent aux Français comme protecteurs du Sud Vietnam et aident Diệm à combattre l'insurrection communiste. Si la politique du président sud-vietnamien en matière économique et sociale s'avère positive, avec la construction de nouvelles écoles publiques ainsi qu'une rapide croissance économique du Sud Vietnam, l'autoritarisme croissant de celui-ci le rend de plus en plus impopulaire, en particulier à cause de sa politique religieuse et du sentiment, ressenti par une partie des bouddhistes, de favoritisme envers la minorité catholique et de persécution à la suite des immolations de bonzes et de leur médiatisation. En 1963, avec l'assentiment des Américains, il est renversé lors d'un putsch.
Cependant, cette politique religieuse décrite comme hostile aux bouddhistes semble n'être qu'un prétexte pour les États-Unis afin de remplacer Diệm par une junte militaire plus favorable aux intérêts américains. En effet, le président sud-vietnamien était opposé à un envoi de troupes américaines au sol et envisageait de rompre l'alliance de son pays avec les États-Unis. La responsabilité américaine dans ce coup d'État militaire fait débat, certains historiens y voyant une implication directe de la Central Intelligence Agency, voire de John Fitzgerald Kennedy lui-même,,,,. Sur le plan religieux, une enquête des Nations unies en 1963 conclut à la liberté du culte bouddhiste, tandis que selon l'historien Mark Moyar, Diệm avait mené des politiques publiques favorables aux communautés bouddhistes du Sud-Vietnam, en leur donnant la permission de mener des activités religieuses qui étaient interdites par l'ex-puissance coloniale française, et en finançant la construction d'écoles bouddhistes, l'organisation de cérémonies et la construction de nouvelles pagodes. Parmi les dix-huit membres du cabinet Diệm, il y avait cinq catholiques, cinq confucéens et huit bouddhistes, dont un vice-président et un ministre des affaires étrangères. Seuls trois des dix-neuf meilleurs responsables militaires étaient des catholiques. Par ailleurs certains auteurs franco-vietnamiens soutiennent la thèse de l'infiltration de guérilleros communistes au sein du mouvement contestataire bouddhiste, qui a ensuite permis une large instrumentalisation de ces troubles par les propagandes américaines et nord-vietnamiennes dans le but de déstabiliser et diaboliser le gouvernement sud-vietnamien. Ainsi, des perquisitions policières ont permis aux autorités sud-vietnamiennes de mettre au jour la présence d'armes de guerre dans un certain nombre de pagodes, aboutissant à la fermeture de douze d'entre elles.
Le Sud Vietnam demeure cependant très instable, et de plus en plus menacé par la guérilla du Front national de libération du Sud Viêt Nam (aussi appelé péjorativement Việt cộng par la république du Vietnam et ses alliés américains), soutenue par le Nord. Les Américains soutiennent à bout de bras l'effort de guerre sud-vietnamien et, en 1964, la résolution du golfe du Tonkin donne au président des États-Unis carte blanche pour intervenir au Vietnam. L'intervention américaine, échoue non seulement à mettre un terme à l'insurrection, mais le conflit s'étend également au Laos et au Cambodge car le Nord-Vietnam a utilisé ces pays pour approvisionner et renforcer ses soldats combattant au Sud-Vietnam. La guerre, à la fin des années 1960, est de plus en plus impopulaire en Occident et les États-Unis cherchent une porte de sortie. De longues négociations aboutissent, en 1973, aux accords de paix de Paris et au retrait américain. Deux ans plus tard, le Nord Viêt Nam réalise son offensive finale contre le Sud ; le Vietnam, désormais entièrement sous contrôle communiste, est réunifié en 1976.
Aligné sur l'URSS, le Vietnam sort ravagé de la guerre et doit, avec la réunification, affronter de multiples difficultés économiques. L'aide du Vietnam au Cambodge, fin 1978, pour renverser les Khmers rouges, le bref conflit contre la Chine puis le coûteux conflit cambodgien s'ajoutent aux difficultés et à l'isolement diplomatique du pays. À partir de la seconde moitié des années 1980, et après la mort du dirigeant communiste conservateur Lê Duẩn, le Vietnam entame sa propre perestroïka, le Đổi mới, et libéralise son économie, s'affirmant progressivement comme un pays émergent dynamique. Cependant, le système politique reste totalitaire, le Parti communiste vietnamien gouvernant en tant que parti unique.

## Géographie

### Localisation, frontières et superficie
Le Vietnam est un pays d'Asie du Sud-Est situé à l'est de la péninsule indochinoise, et sa délimitation est restée inchangée depuis la fin de la guerre du Vietnam en 1975. Il est bordé par le golfe de Thaïlande à l'ouest et par la mer de Chine méridionale à l'est. Il est frontalier de la Chine au nord, du Laos au nord-ouest et du Cambodge au sud-ouest. Le pays est principalement délimité au nord-ouest et au nord-est par des chaînes de montagnes.
La longueur de la côte maritime du Vietnam est de 3 260 km. Le pays a la forme d'un « S » étiré, large au nord et au sud et très étroit au centre (à peine 50 km dans sa plus petite largeur), dont les extrémités sont distantes d'environ 1 650 km.
Le Vietnam est le 66e plus grand État du monde par sa surface terrestre. C'est aussi le vingtième plus grand pays d'Asie, après le Japon et la Malaisie.
Il existe des désaccords territoriaux entre le Vietnam, la Chine et certains pays bordant la Mer de Chine méridionale (dénomination que le pays ne reconnaît pas, au profit de « Mer de l'Est »), par exemple au sujet des îles Paracels (Quần đảo Hoàng Sa) et des îles Spratleys (Quần đảo Trường Sa). Ces désaccords entraînent régulièrement des épisodes de tensions voire des affrontements navals entre le Vietnam et la Chine,,, ; cette dernière appliquant la « stratégie du chou » et la tactique du salami pour s'emparer par la force d'îles revendiquées par Hanoï.
Le Vietnam est constitué de trois grandes régions, appelées Bô :
- au Nord, le Tonkin, ou Bắc Bộ, avec comme villes principales Hanoï et Haïphong ;
- au centre, l'Annam, ou Trung Bộ, traversée par la chaîne Annamitique, avec comme villes principales Hué et Da Nang (anciennement Tourane) ;
- au sud, la Cochinchine, ou Nam Bộ, avec comme ville principale Hô Chi Minh-Ville (Saïgon).

### Géologie, topologie et hydrographie

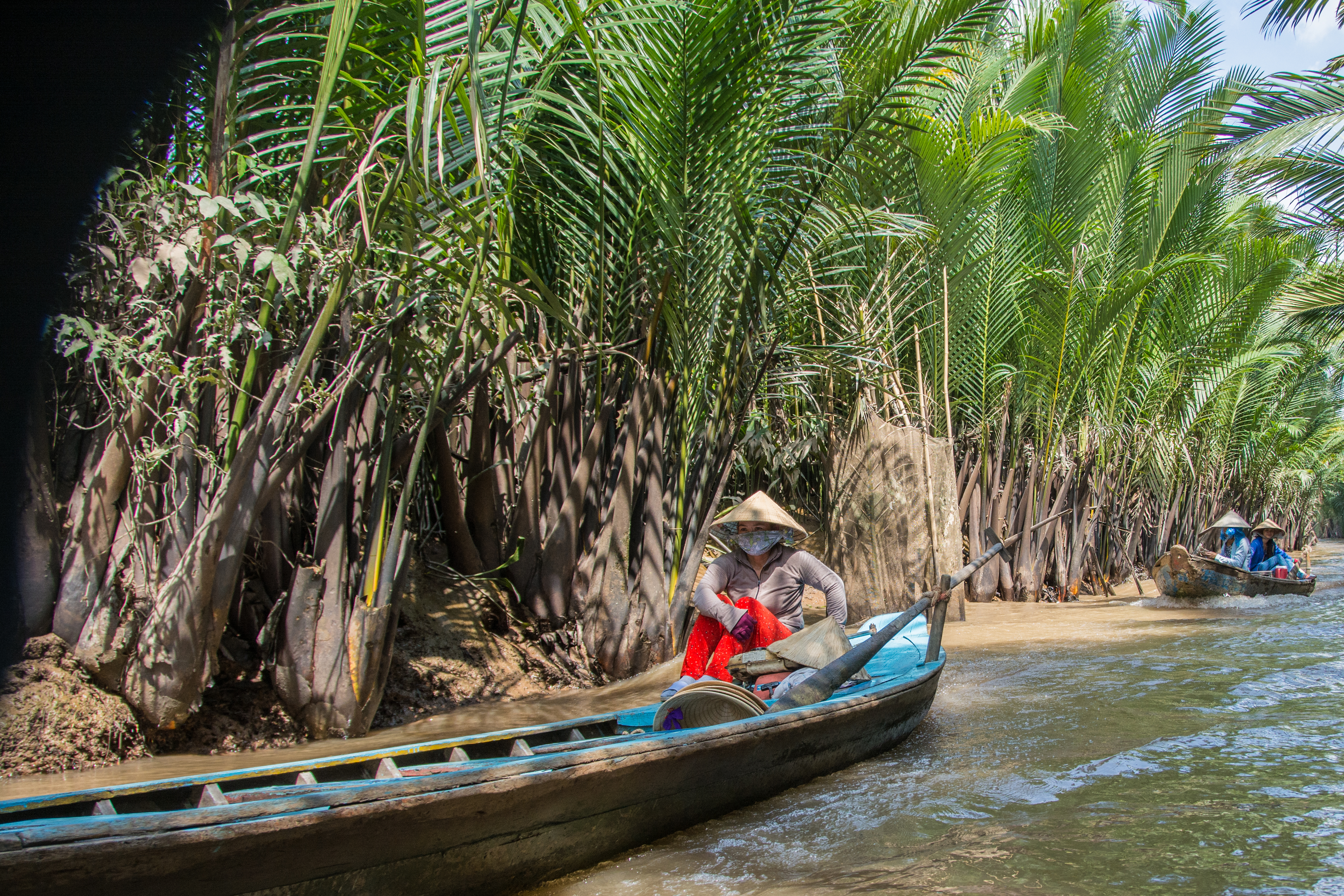
Delta du Mékong

Le territoire vietnamien est en majeure partie composé de collines, surtout dans le Sud, et de montagnes élevées, essentiellement dans le Nord, qui culminent au Phan Xi Păng (3 143 m), près de Sa Pa. Les monts Truong Son (cordillère Annamtique), qui forment les hauts plateaux du Sud-Ouest, courent le long des frontières du Laos et du Cambodge. D'énormes rochers parsèment les versants des chaînes côtières granitiques proches de Nha Trang et du col de Hai Van, à proximité de Da Nang. Le sous-sol vietnamien est riche en étain, zinc, argent, pierres précieuses et charbon. Si la partie occidentale des hauts plateaux, près de Buôn Ma Thuột et de Pleiku, est renommé pour son sol volcanique rouge, extrêmement fertile, on trouve du pétrole et du gaz naturel sur le plateau continental. Les formations karstiques du Nord sont toutefois le relief le plus emblématique du pays, en particulier les paysages de la baie d'Along, de la baie de Bai Tu Long, des environs de Ninh Binh et de la région de Phong Nha. Dans les baies d'Hạ Long et de Bai Tu Long, l'immense plateau calcaire s'est progressivement enfoncé dans la mer et les anciens pics se dressent désormais.
Le réseau hydrographique du Vietnam est principalement organisé autour de deux grands fleuves, le fleuve rouge et le Mékong. Au nord, le fleuve Rouge coule sur 510 km. Son apport en alluvions est de 80 millions de m3. Ses principaux affluents sont la rivière noire (543 km) et la rivière claire (277 km). Cet ensemble conflue dans la province de Phú Thọ puis se divise en six branches dans le golfe du Tonkin. La région côtière est constituée de plaines alluviales, de lagunes et de deltas. Au sud, le Mékong, long de 4 220 km dont 220 km au Vietnam, prend sa source au Tibet. Son delta avance tous les ans de 60 à 100 m sur la mer de Chine méridionale. Il alimente un réseau très dense de canaux au Vietnam.

### Environnement

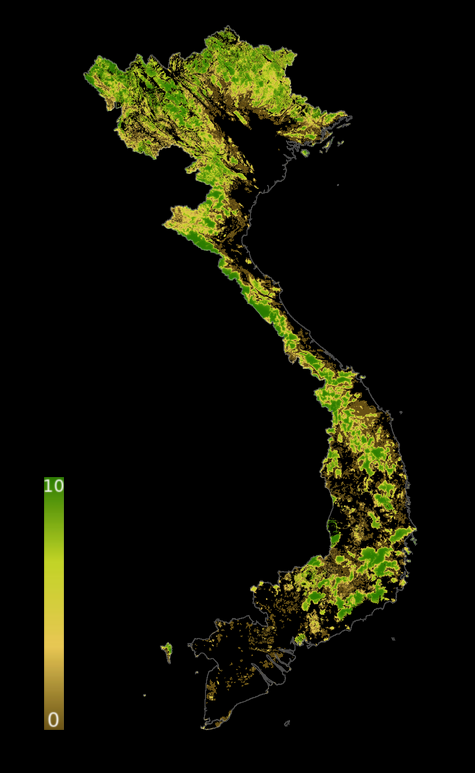
En 2019, le Vietnam avait un score moyen de l'indice d'intégrité du paysage forestier de 5,35, le classant sur 172 pays.

Au cours de la guerre du Vietnam, plus de 80 millions de litres d'herbicides — principalement de l'agent orange — sont déversés sur le pays par les forces américaines pour priver les communistes des forêts où ils se réfugiaient. Aujourd'hui encore, une partie des sols restent contaminée et la pêche est interdite dans plusieurs régions du fait de la nature cancérigène des produits.
En 2016, la découverte sur la côte de Hué de milliers de poissons morts, en raison des rejets de l'aciérie Formosa, entraîne une vague de manifestations dans tout le pays. Le gouvernement, qui avait accordé des clauses très avantageuses à l'entreprise taïwanaise, s'engage à punir avec sévérité les coupables de ce désastre environnemental.
Le Vietnam interdit les herbicides contenant du glyphosate en avril 2019. Après la décision de la Chine de cesser d'être la « poubelle du monde » en important les déchets plastiques des pays occidentaux, les importations de déchets plastiques au Vietnam ont doublé en 2018.
Selon l'organisation non gouvernementale « Germanwatch », le Vietnam est en cinquième position sur la liste des pays les plus vulnérables aux changements climatiques.

#### Biodiversité
En 2015, le Vietnam est le 16e pays du monde en matière de biodiversité. Il compte 21 000 espèces végétales, 16 000 espèces animales, concentrées dans les régions à haute biodiversité que sont la cordillère de Hoàng Liên Son, le Tây Nguyên (hauts plateaux du Centre) et le Nam Bô oriental.
Toutefois, comme de nombreux pays, cette richesse s'érode rapidement. Environ 300 espèces animales et 350 espèces végétales y sont menacées d'extinction. La pression démographique, l'urbanisation, la destruction des milieux naturels et l'exploitation excessive des ressources naturelles — pour ne citer que quelques facteurs — menacent d'extinction 28 % des mammifères, 10 % des oiseaux et 21 % des amphibiens.

#### Zones naturelles protégées
Il y a actuellement 30 parcs nationaux au Vietnam. Six parcs nationaux vietnamiens figurent sur la liste de l'ASEAN Heritage Parks (AHP) : les parcs nationaux de Ba Bể, de Bái Tử Long (en), de Chư Mom Ray (en), de Hoàng Liên (en), de Kon Ka Kinh et de U Minh Thượng (en).

### Topographie
Les montagnes et les hauts plateaux occupent les deux tiers du territoire vietnamien. De la région de Thanh Hóa, à la frontière chinoise, au col de Lao Bao (région de Quang Tri), sa frontière Ouest est constituée par la cordillère de Truong-Son du Nord, issue du plateau tibétain. C'est dans la région du Nord-Ouest que l'on trouve les principaux sommets tels que le Fansipan, point culminant du pays avec 3 143 mètres d'altitude, et le Phu Si Lùng avec 3 076 mètres. La cordillère du Sud s'étend du col de Hải Vân, au sud de la région de Đà Nẵng, jusqu'à celle de Đà Lạt.

### Climat

Carte climatique du Vietnam

Le nord du Vietnam a un climat subtropical, tandis que les régions du centre et du sud ont un climat tropical,,, ; l'humidité descend rarement en dessous de 85 % dans les plaines. Dans les régions montagneuses (Dalat, Sapa), le climat est plus sec et les hivers peuvent être rigoureux. Il existe deux saisons : la saison sèche (de novembre à avril dans le sud du pays et de février à août au centre) et la saison humide (de mai à octobre au sud et de septembre à janvier au centre).
En raison des différences de latitude et du relief varié, le climat diffère considérablement selon les régions. Durant la saison sèche (à peu-près la même période que l'hiver des régions tempérées de l'hémisphère Nord), entre novembre et avril, les vents de la mousson viennent du nord-est, le long de la côte chinoise et à travers le golfe du Tonkin où ils engrangent beaucoup d'humidité. La saison sèche ne l'est donc qu'en comparaison avec la saison des pluies.
Durant la saison des pluies qui correspond à l'été boréal, l'air chaud du désert de Gobi monte et l'humidité des océans est aspirée dans toute l'Asie. De lourdes pluies se déversent alors sur le Vietnam. Les pluies vont d'importantes dans certaines régions à torrentielles dans d'autres, et s'échelonnent entre 1 200 et 3 000 mm. Presque 90 % des précipitations se produisent lors de cette saison. Il y a fréquemment des précipitations de 200 à 300 mm en 24 h Ces fortes précipitations peuvent avoir lieu à n'importe quelle saison. Pendant la saison des typhons, de septembre à décembre, des précipitations de 1 000 mm en 24 h peuvent se produire.
Ainsi début novembre 2017, le typhon Damrey (en) a frappé le pays avec des inondations et des vents de plus de 130 km/h. Pendant plusieurs jours, les déplacements dans la vieille ville d'Hoi An, classée au patrimoine mondial de l'UNESCO, n'ont pu se faire qu'en barques. Le Vietnam n'avait pas connu de typhon aussi dévastateur depuis 20 ans. L'augmentation de l'intensité des cyclones pourrait s'expliquer par l'effet de serre. Cette tempête tropicale a touché le centre-sud du Vietnam, généralement épargné par ce genre de catastrophes naturelles. Une tempête du même nom avait déjà frappé le pays en septembre 2005. La température moyenne est généralement plus élevée dans les plaines que dans les montagnes et sur les plateaux. Elle varie de 5 °C en décembre et janvier, à plus de 37 °C en avril. Les saisons sont plus marquées dans la moitié nord du Vietnam qu'au sud, où la température ne varie quasiment qu'entre 21 °C et 28 °C.

### Géographie humaine

#### Répartition de la population
Les 96 millions de Vietnamiens sont répartis de façon inégale sur le territoire. La densité de population est en effet plus élevée à l'est, sur les littoraux, que dans l'ouest. C'est la région du delta du Fleuve Rouge qui accueille le plus de population avec 22,5 millions de personnes, soit 23,4 % de la population totale. À l'inverse, on ne recense que 5,8 millions de Vietnamiens dans les montagnes centrales, soit 6,1 % de la population totale. La densité moyenne du Vietnam est de 290 habitants par km2, ce qui en fait le troisième pays le plus densément peuplé d'Asie du Sud-Est, derrière les Philippines et Singapour.

#### Villes et populations urbaines
| Rang | Ville             | Population dans les limites de la commune | Densité par km2 | Province          |
| ---- | ----------------- | ----------------------------------------- | --------------- | ----------------- |
| 1    | Hô Chi Minh-Ville | 3 525 282                                 | 2 061,2         | Hô Chi Minh-Ville |
| 2    | Hanoï             | 1 472 717                                 | 2 398           | Hanoï             |
| 3    | Haïphong          | 620 936                                   | 1 523,9         | Haïphong          |
| 4    | Da Nang           | 485 147                                   | 1 256           | Đà Nẵng           |
| 5    | Biên Hòa          | 428 030                                   | 264,1           | Đồng Nai          |
| 6    | Hué               | 297 707                                   | 70,7            | Thừa Thiên-Huế    |
| 7    | Nha Trang         | 292 810                                   | 251             | Khánh Hòa         |
| 8    | Cần Thơ           | 265 753                                   | 1 390           | Cần Thơ           |
| 9    | Rạch Giá          | 244 055                                   | 104             | Kiên Giang        |
| 10   | Vũng Tàu          | 222 839                                   | 140             | Bà Rịa-Vũng Tàu   |

## Subdivisions
L'organisation territoriale du Vietnam se compose de :
- 3 ensembles géographiques (miền) ;
- 8 régions administratives (vùng) ;
- 58 provinces (tỉnh) ;
- 5 municipalités (thành phố trực thuộc trung ương), au même statut que les provinces.

| Sous-région | Sous-région           | Superficie (km2) | Population (2015) |  | Sous-région          | Sous-région | Superficie (km2) | Population |
| ----------- | --------------------- | ---------------- | ----------------- |  | -------------------- | ----------- | ---------------- | ---------- |
|             | Nord-ouest            | 44 301,10        | 4 446 800         |  | Côte centrale du Sud | 44 376,80   | 9 185 000        |            |
|             | Nord-est              | 50 684,10        | 8 568 200         |  | Montagnes centrales  | 54 641,00   | 5 607 900        |            |
|             | Delta du fleuve Rouge | 14 957,70        | 19 714 300        |  | Sud-Est              | 23 590,70   | 16 127 800       |            |
|             | Côte centrale du Nord | 51 455,60        | 10 472 900        |  | Delta du Mékong      | 40 576,00   | 17 590 400       |            |

## Administration et politique

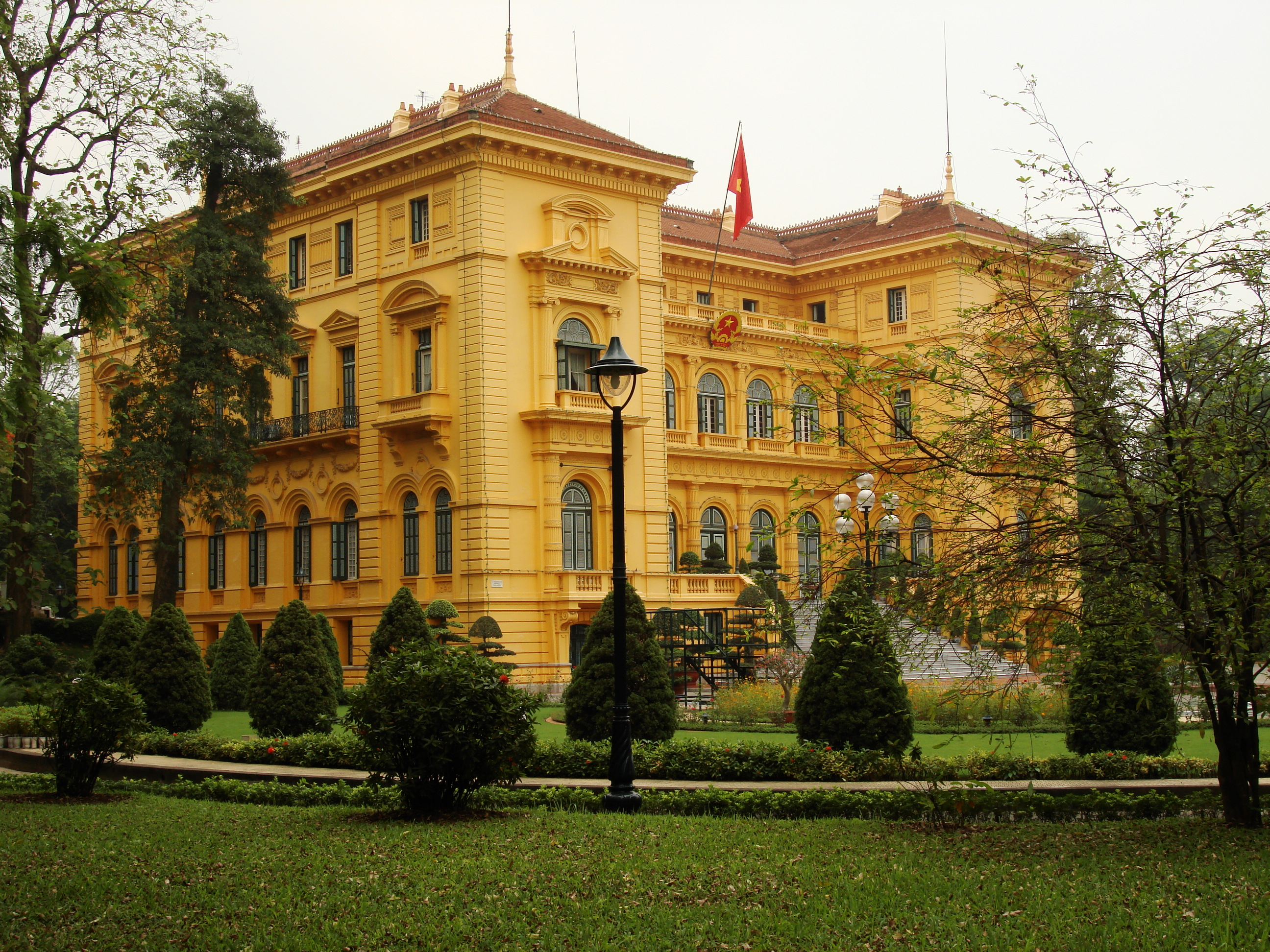
Palais présidentiel du Vietnam à Hanoï, anciennement résidence des gouverneurs de l'Indochine française

### Politique

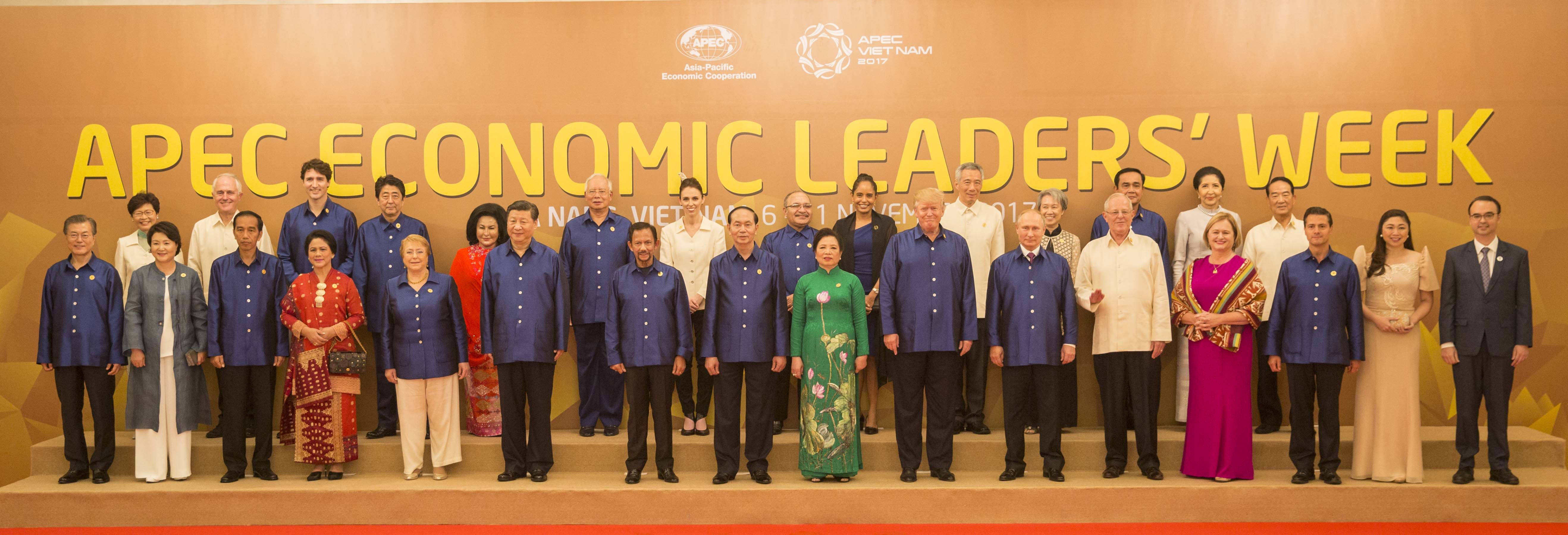
Les dirigeants du pays en costume traditionnel vietnamien, lors de la réunion de la Coopération économique pour l'Asie-Pacifique (APEC) au Vietnam, novembre 2017.

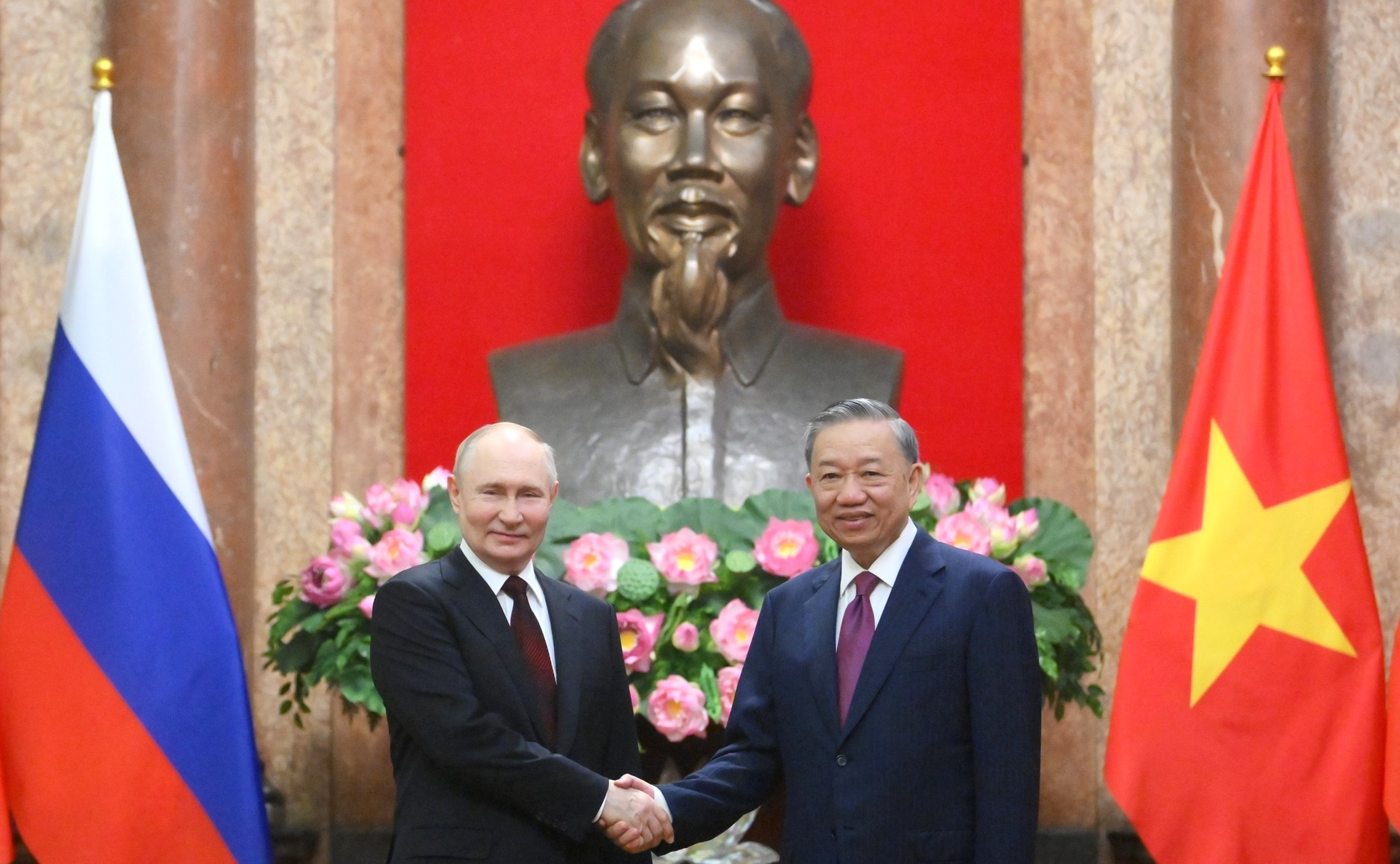
Vladimir Poutine et Tô Lâm à Hanoï, juin 2024

Le Vietnam est officiellement une « république socialiste ». Un seul parti est autorisé, le Parti communiste vietnamien (PCV), qui contrôle toutes les institutions politiques du pays. L'article 4 de la constitution dispose : « Le Parti communiste du Vietnam, détachement d'avant-garde de la classe ouvrière, représentant fidèle des intérêts de la classe ouvrière, du peuple travailleur et de toute la nation, adepte du marxisme-léninisme et de la pensée de Hô Chi Minh, est la force dirigeante de l'État et de la société ».
L'organe suprême de l'État est l'Assemblée nationale renouvelée tous les cinq ans. Celle-ci est élue au suffrage indirect par tous les Vietnamiens âgés de plus de 18 ans. Elle élit le président de l'État et le vice-président, aux rôles symboliques, ainsi que le Premier ministre et son gouvernement. Ils sont le deuxième et troisième personnages de l'État, derrière le secrétaire général du Parti communiste vietnamien, qui occupe la première place.
En 2018, Amnesty International recense près d'une centaine de prisonniers politiques au Vietnam.
L'exécutif vietnamien est composé de :
- Tô Lâm, secrétaire général du Parti communiste depuis le 18 juillet 2024 ;
- Lương Cường, président de l'État depuis le 21 octobre 2024 ;
- Võ Thị Ánh Xuân, vice-présidente de l'État depuis le 6 avril 2021 ;
- Phạm Minh Chín, Premier ministre depuis le 5 avril 2021.

#### Droits de l'homme
Le 24 décembre 2009, l'avocat vietnamien et défenseur des droits de l'Homme Lê Công Định a été arrêté et accusé, ainsi que plusieurs de ses associés, de « chercher à renverser le gouvernement populaire par des moyens non-violents » et encourt au minimum 12 ans de prison, au maximum la peine de mort. L'ONG Amnesty International a appelé à la libération de Dinh et de ses associés, les décrivant comme des « prisonniers de conscience ».
Le 7 novembre 2019, selon le ministère du Travail du Vietnam, les autorités vietnamiennes ont secouru quelque 7 500 victimes de trafic d'êtres humains entre 2012 et 2017, près de 90 % d'entre elles étant des femmes et des enfants, principalement des filles. En outre, les autorités locales ont déjoué 48 cas de trafic entre 2012 et 2018. Móng Cái, une ville frontalière, est le principal centre de la traite des êtres humains.
En 7 octobre 2020, une blogueuse et activiste des droits de l'homme, Phạm Đoan Trang, a été arrêtée par la police de Hanoï et les agents du ministère de la Sécurité publique de Hô Chi Minh-Ville pour "production, stockage et distribution d'informations, de matériel et d'articles avec l'intention de s'opposer à l'État de la République socialiste du Vietnam". Le 26 octobre 2021, 28 organisations de défense des droits de l'homme, dont Amnesty International, ont appelé à la libération immédiate et inconditionnelle de Trang. En décembre 2021, elle a été reconnue coupable par un tribunal de Hanoi d'avoir mené une propagande "anti-État" et est condamnée à neuf années de prison. Le 22 août 2022, PEN America a demandé aux autorités vietnamiennes de libérer Trang. Le 23 août 2022, l'organisation Human Rights Watch a exigé que le gouvernement vietnamien annule la condamnation de Trang et la libère immédiatement. Le 24 août 2022, Amnesty International a également appelé à la libération immédiate de Trang et de tous les défenseurs des droits de l'Homme arbitrairement détenus au Vietnam, notamment la militante Nguyen Thuy Hanh, le journaliste Le Van Dung et les défenseurs des droits fonciers Can Theu, Trinh Ba Tu, Trinh Ba Phuong et Nguyenthitam.

## Économie

Évolution du PIB réel par habitant.

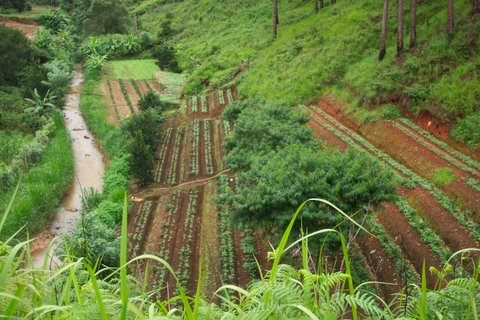
Plantation de café au Vietnam. Le pays est depuis 1999 le deuxième plus grand producteur de café.

Les guerres, les importantes dépenses d'armement, l'embargo des États-Unis et la planification économique ont grandement affaibli l'économie du Vietnam. En 1976, le congrès du Parti communiste décide de s'orienter vers le développement prioritaire de l'agriculture et de l'industrie légère, avec pour objectif d'atteindre rapidement l'autosuffisance alimentaire. En 1979 toutefois, la gravité de la crise alimentaire est encore manifeste. Au Nord, à la fin des années 1970, la terre est répartie entre onze mille coopératives et quelques centaines de fermes d'État. La production est collective et intensive et elle est connue avec une assez grande précision. L'État en perçoit une partie en nature comme impôt, qui est livrée aux magasins et en achète une autre partie. Le reste demeure la propriété des coopérateurs, qui peuvent le vendre s'ils le veulent, tout comme ce qu'ils produisent sur leurs lopins individuels. Au Sud en revanche l'économie de marché est encore dominante.
La libéralisation de l'économie permit de redresser l'économie après la fin de l'embargo américain (1994), plus précisément depuis la fin des années 1980. Depuis les années 2000, on parle même d'un décollage économique puisque le taux de croissance réel du PIB passe de 4,7 % en 2001 à 7,8 % en 2007, même s'il est redescendu à 6,3 % en 2008 et 5,3 % en 2009 à cause de la crise économique. Toutefois, il est remonté en 2010 à 6,8 %.
En 2011, le PIB du Vietnam est de 299,2 milliards de dollars ce qui le classe au 43e rang mondial. L'agriculture est très importante, avec 48 % des emplois totaux. Le secteur des services en occupe 29,6 % et celui de l'industrie 22,4 % (2011). Le secteur primaire représente 22 % du PIB, le secteur secondaire 40 % et le secteur tertiaire 38 % (2011). En 2017, les trois principaux partenaires du Vietnam, pour ses exportations, sont les États-Unis (20 %), la Chine (14,5 %) et le Japon (8 %).
Les ressources minières et l'industrie lourde se concentrent en revanche vers le Nord. Le principal produit d'exportation, le pétrole, représente 20 % des revenus du commerce extérieur, principalement grâce au gisement de pétrole au large de Vũng Tàu (Cap Saint-Jacques). L'agriculture d'exportation fait aussi vivre de nombreux petits paysans. Le Vietnam est également devenu depuis 1999 le second producteur mondial de café après le Brésil.
Le Vietnam fait partie de la Coopération économique pour l'Asie-Pacifique (APEC) ainsi que de l'Organisation mondiale du commerce (OMC) depuis le 11 janvier 2007. L'inflation s'est envolée au Vietnam, atteignant jusqu'à 23,1 % en 2008. Cette envolée des prix a mis à mal les habitants les plus pauvres. Elle a toutefois baissé à 7 % en 2009 pour remonter en 2010, à 11,8 %. La corruption est aussi très présente : le Vietnam est 116e sur 178 pays dans l'indice de perception de la corruption 2010 de Transparency International.
Le pays est confronté au problème de la spéculation. Les terres étant rares, de nombreux investisseurs considèrent plus profitable de ne pas réaliser les projets promis aux autorités, ou de n'en réaliser qu'une partie, et de revendre les terrains découpés en parcelles.
En 2024, le pays est classé en 44e position pour l'indice mondial de l'innovation.

### Agriculture

#### Riziculture
La riziculture est économiquement très importante. Pour nourrir une population de plus en plus nombreuse, les cultures vivrières s'étendent aux collines grâce aux terrasses. Le Sud, très fertile, cultive surtout le riz. Produit de base essentiel, cet aliment est aussi un produit d'exportation. Le Vietnam constitue le troisième exportateur mondial de riz.
Les célèbres rizières en escalier se situent au nord du Vietnam

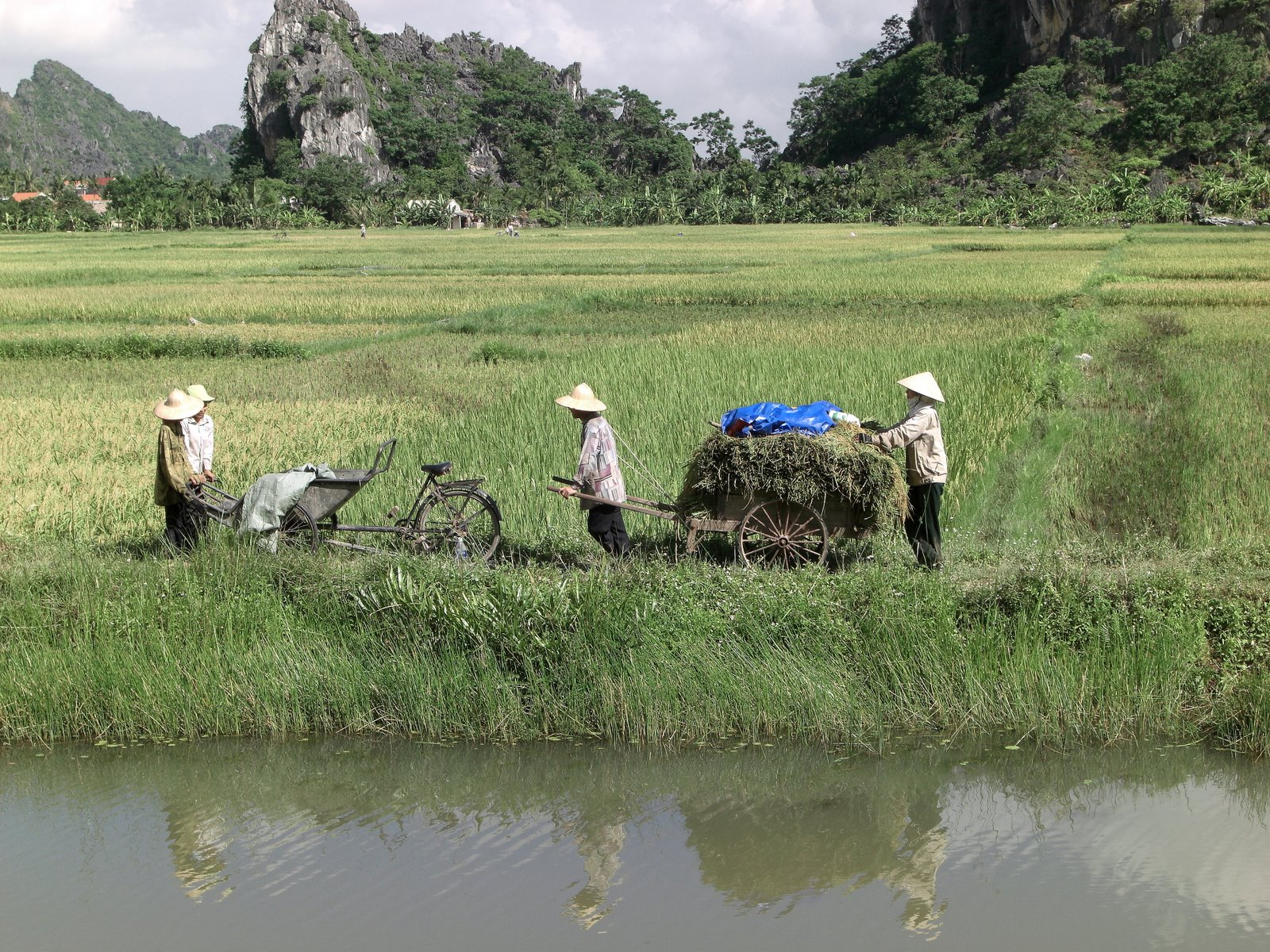
Rizières dans la région de Ninh Bình.
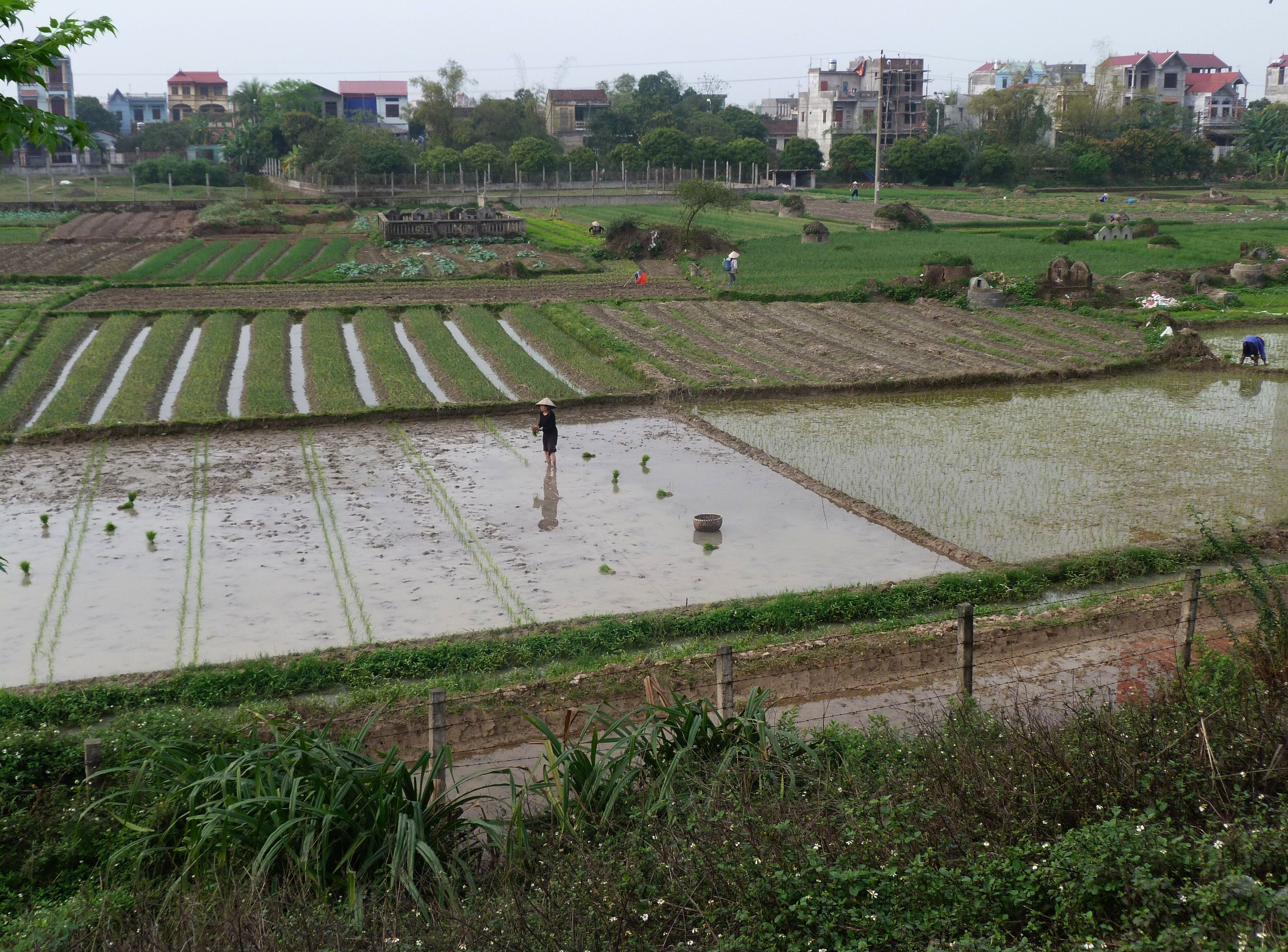
Rizière au nord de Hanoï.
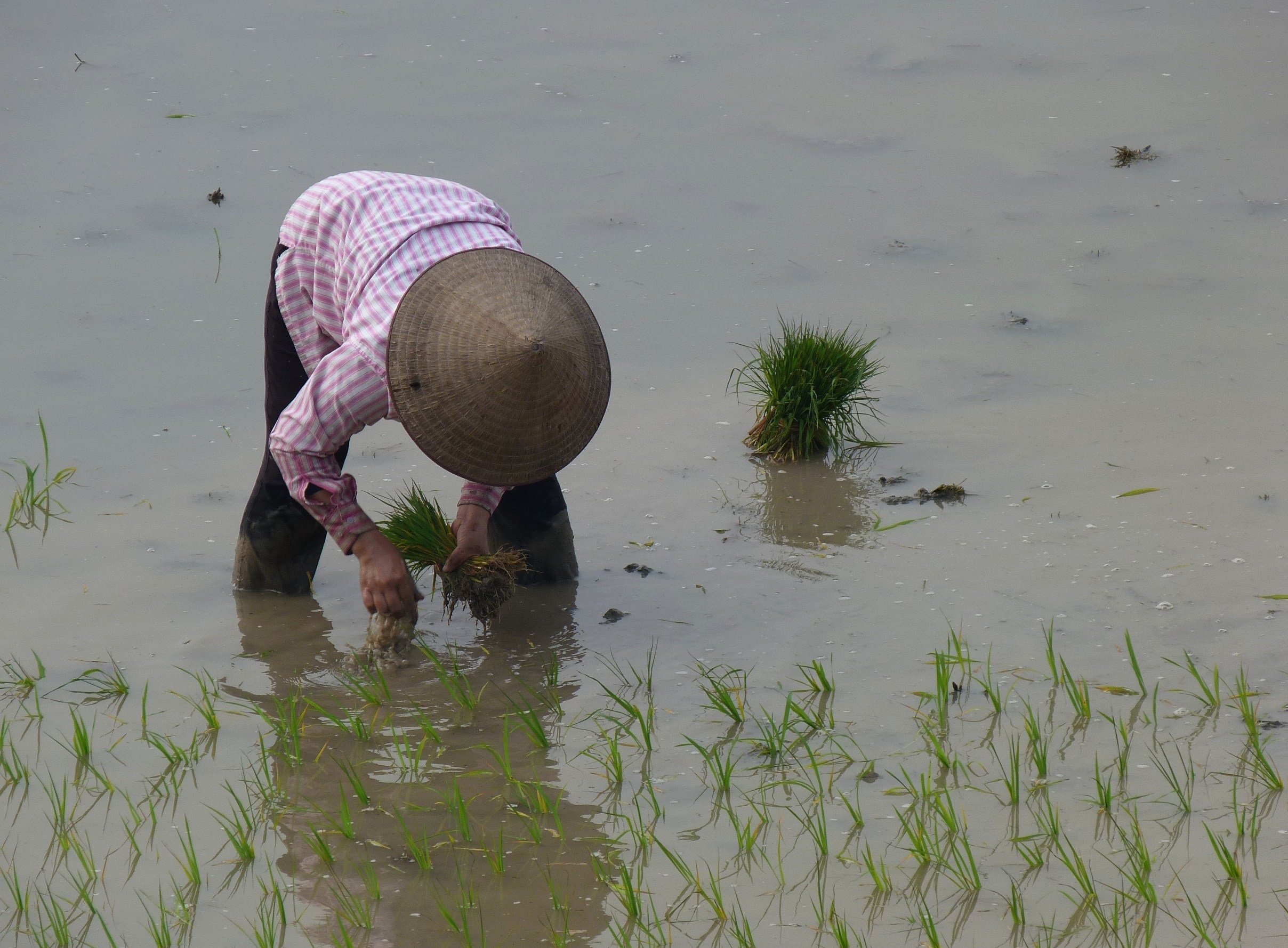
Repiquage du riz au nord de Hanoï.
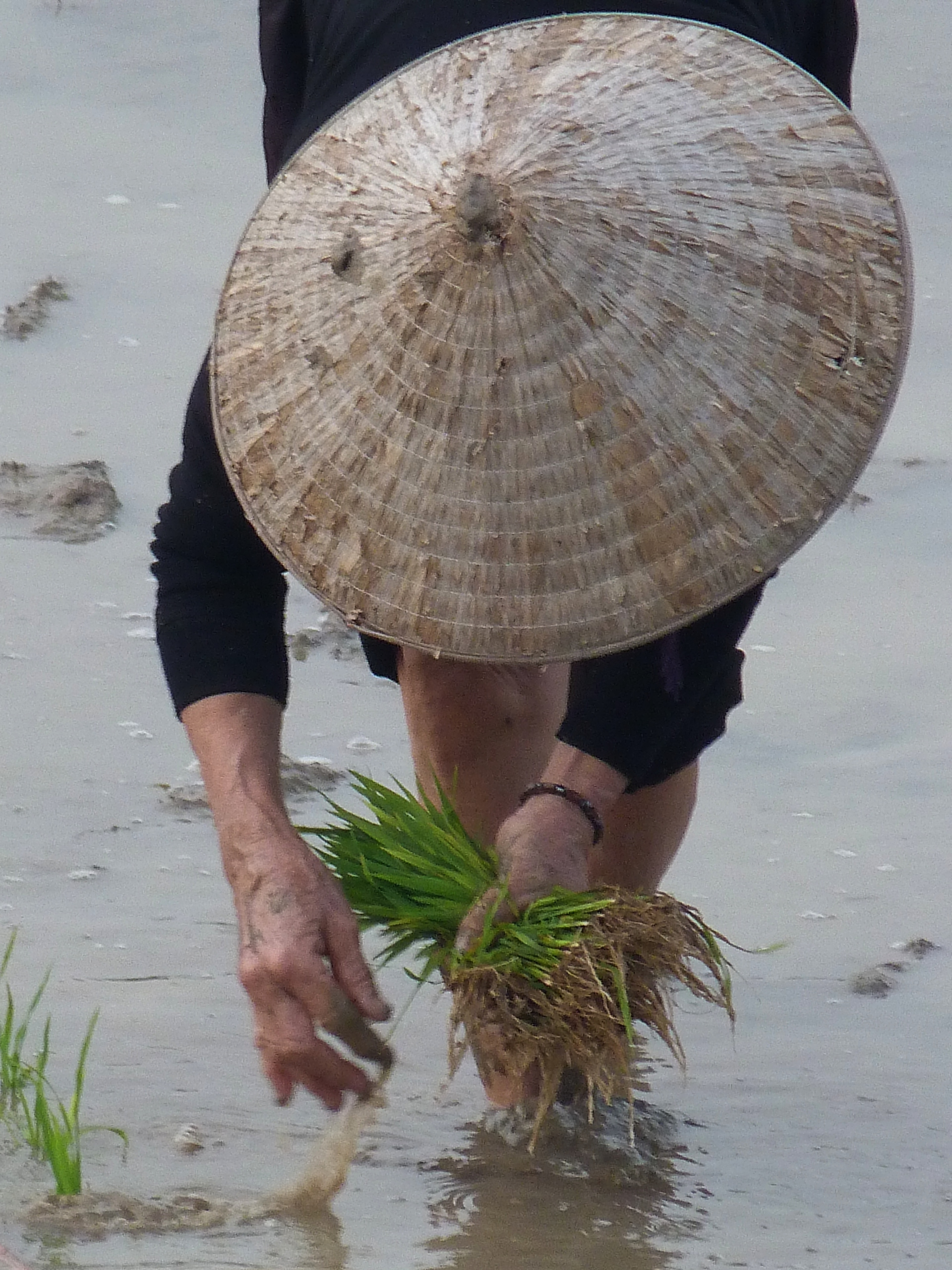
Repiquage du riz au nord de Hanoï.
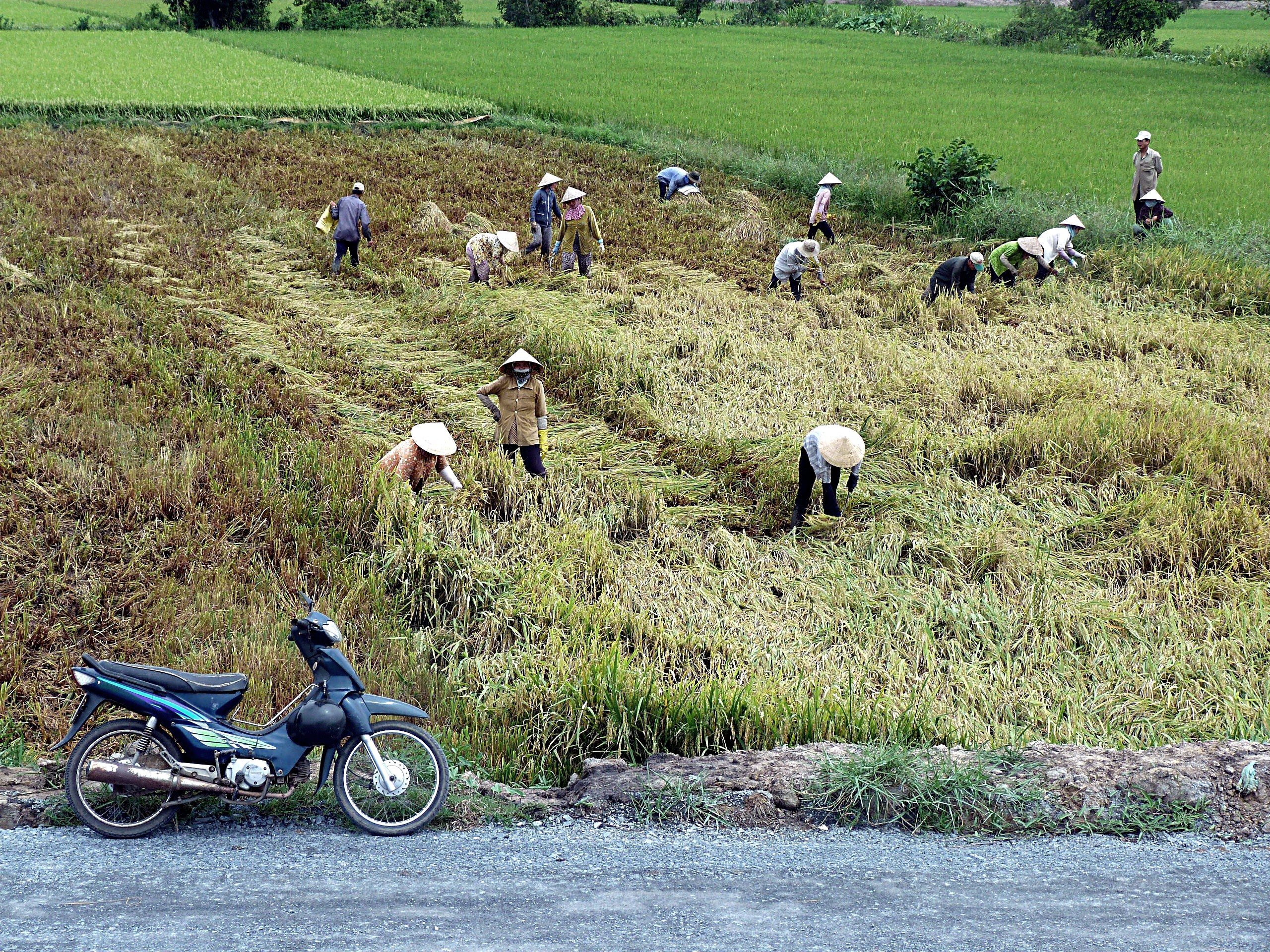
Fauchage du riz dans la région de My Tho.
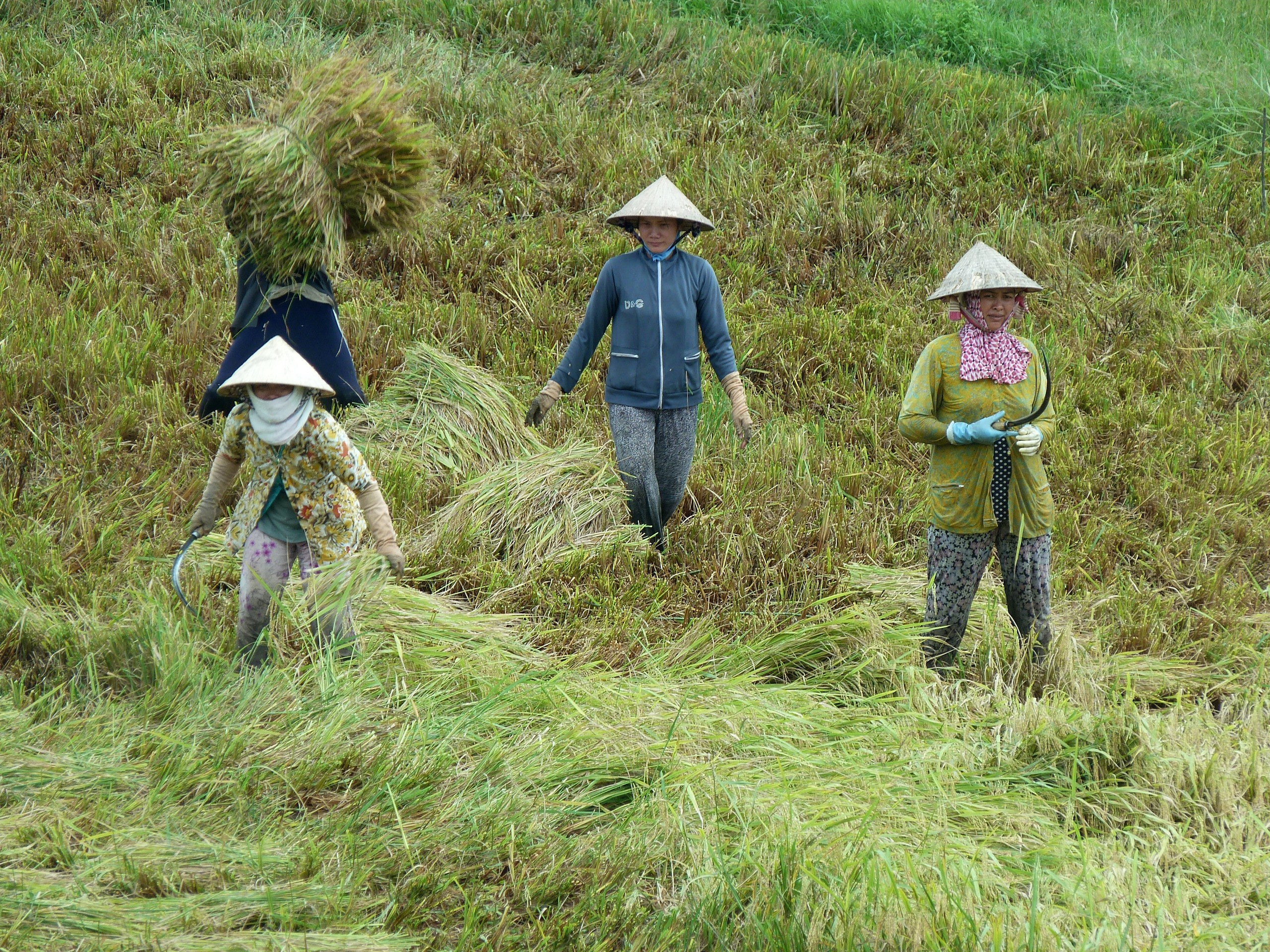
Fauchage du riz dans la région de My Tho.

### Tourisme

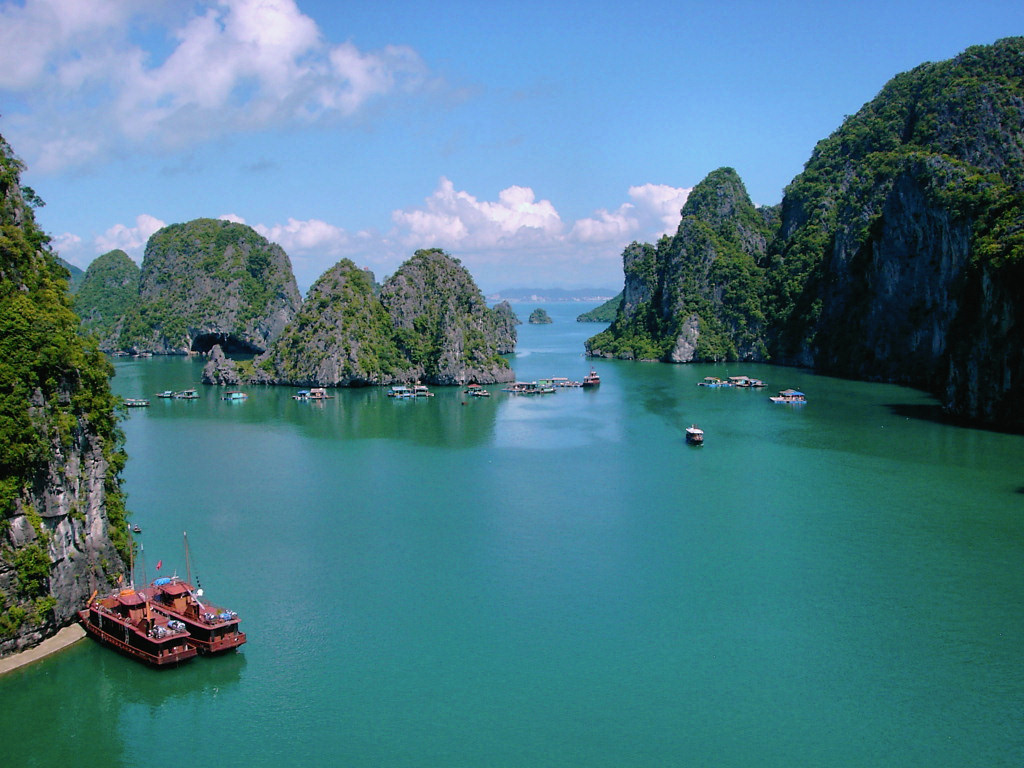
Baie d'Along.

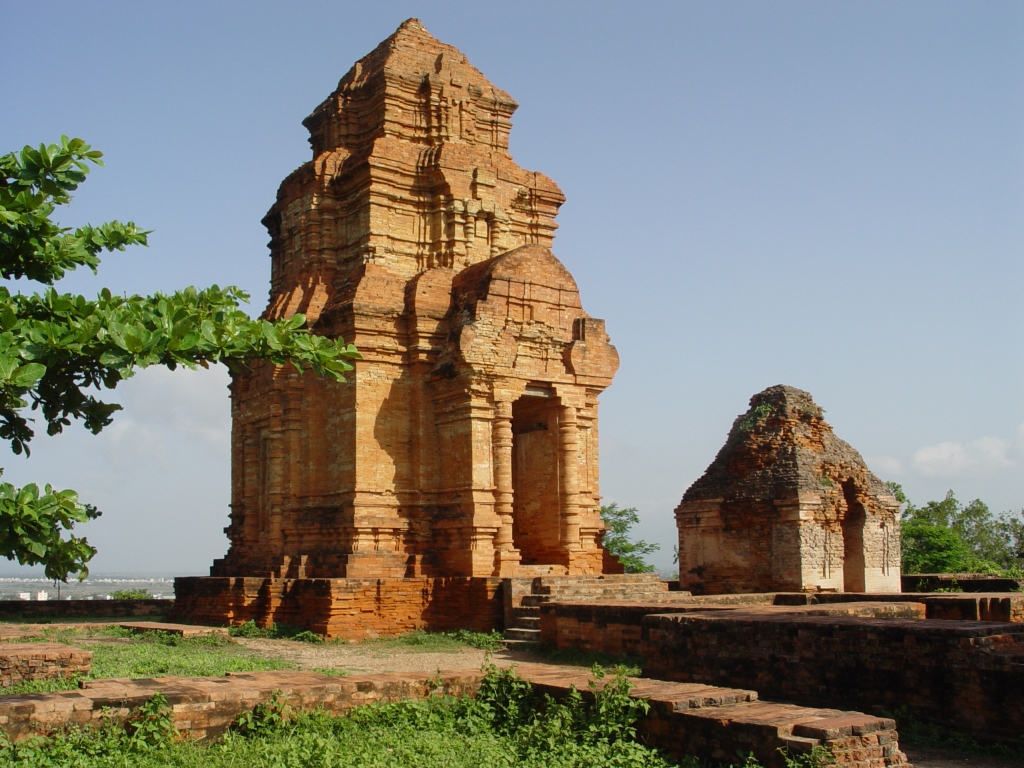
Architecture Cham dans le centre du pays.

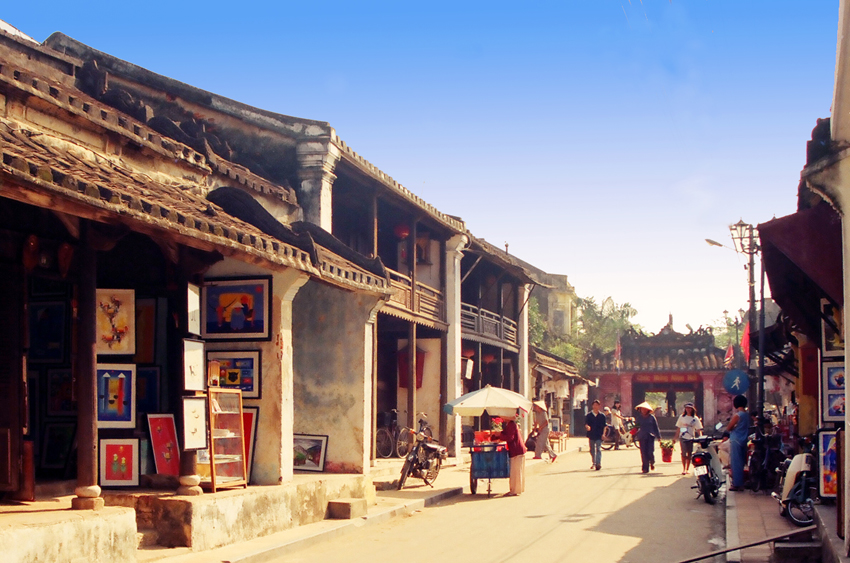
Hội An.

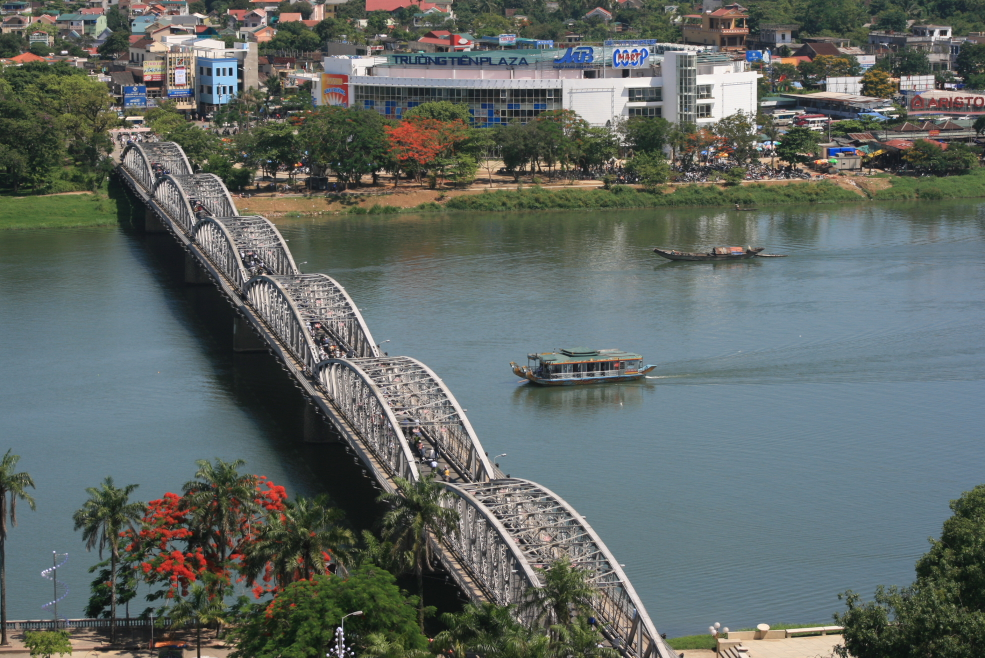
Hué (Huế).

En 2019, le Vietnam a accueilli 18 millions de touristes, en hausse de 16,2 % par rapport à l'année précédente. En 2019, les dix principaux pays d'origine des touristes étaient :
1. Chine : 5 806 425 visiteurs ;
2. Corée du Sud : 4 290 802 visiteurs ;
3. Japon : 951 962 visiteurs ;
4. Taïwan : 926 744 visiteurs ;
5. États-Unis : 746 171 visiteurs ;
6. Russie : 646 524 visiteurs ;
7. Malaisie : 606 206 visiteurs ;
8. Thaïlande : 509 802 visiteurs ;
9. Australie : 383 511 visiteurs ;
10. Royaume-Uni : 315 084 visiteurs.

#### Principales villes visitées
- Hanoï (Hà Nội), la capitale.
- Hô Chi Minh-Ville, ou Thành phố Hồ Chí Minh, auparavant appelée Saïgon, la grande ville du sud.
- Hué (Huế), la cité impériale, pendant de la Cité interdite en Chine, inscrite au Patrimoine mondial de l'UNESCO.
- La cité de Hội An, patrimoine mondial de l'UNESCO.
- La ville européenne de Đà Lạt.
- Les Temples Cham, vestiges du royaume de Champa, dans la région de Da Nang.
- Nha Trang, célèbre pour ses plages et sa baie.
- Vung Tau, pour ses plages.
- Sa Pa et ses rizières en terrasses.
- Quang Binh, avec la plus grande grotte du monde Phong Nha.
- Ha Giang.

#### Sites naturels
Deux sites naturels remarquables sont classés au patrimoine mondial de l'UNESCO :
- la baie d'Along, appelée Vịnh Hạ Long ;
- le parc national de Phong Nha-Kẻ Bàng, appelé Vườn quốc gia Phong Nha-Kẻ Bàng.

Le reste du Vietnam présente aussi des paysages magnifiques. On peut retenir les sites suivants, dont les caractéristiques touristiques facilitent l'accès :
- le Mékong, appelé Đồng bằng sông Cửu Long ;
- la baie de Nha Trang (îles de la Lune) ;
- les fonds marins et récifs coralliens de Da Nang.

### Évaluations du PNB global et par habitant
- PNB (2007) : 68,51 milliards de dollars (USD)
- PNB/habitant (2013) : 1 902 USD

## Transports
Comme principal moyen de locomotion, les Vietnamiens utilisent les cyclomoteurs, de préférence aux voitures. Les grandes villes mais aussi les campagnes en sont bondées. Les cyclomoteurs permettent aux habitants de se déplacer mais aussi de transporter tous types de marchandises, y compris des animaux. La circulation en ville étant très dense, les locaux ont adopté une conduite peu sécurisée et dangereuse pour les piétons ou les conducteurs eux-mêmes. Par exemple, klaxonner deux fois signifie que l'on va doubler. Pour se déplacer à l'échelle du pays, il existe les trains qui sillonnent le pays ou encore les bus et les liaisons aériennes. Dans certaines régions comme celle du delta du Mékong, le transport privilégié est le bateau.

### Transports aériens
Le pays compte en tout 55 aéroports dont 21 sont inactifs. Leur gestion est assurée par l'Airports Corporation of Vietnam.
- neuf aéroports internationaux dont quatre sont desservis par les vols internationaux : les aéroports de Tân Sơn Nhất (Hô Chi Minh-Ville), de Nội Bài (Hanoï), de Cam Ranh (Nha Trang) et de Đà Nẵng (Ðà Nẵng) ;
- douze aéroports nationaux ;
- treize aérodromes militaires.

| Logo | Compagnies            | Siège social      |
| ---- | --------------------- | ----------------- |
|      | Vietnam Airlines (VN) | Hanoï             |
|      | VietJet Air (VJ)      | Hanoï             |
|      | Bamboo Airways (QH)   | Hanoï             |
|      | Jetstar Pacific (BL)  | Hô Chi Minh-Ville |

Hô Chi Minh-Ville avec 15,5 millions de passagers par an est le hub le plus important du pays.

## Population et société

### Démographie

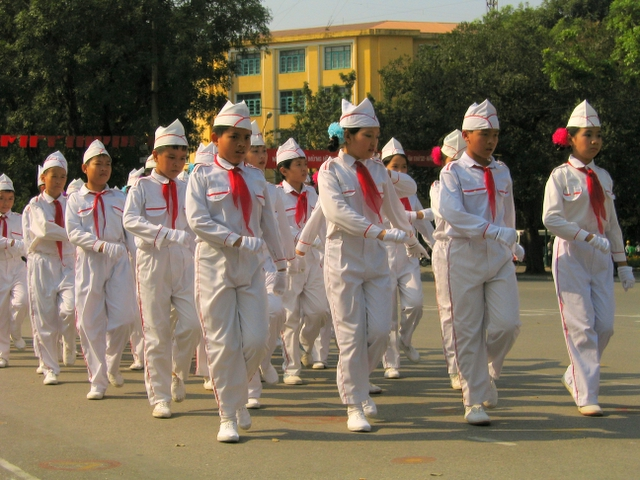
« Pionniers » vietnamiens, 2003.

La démographie du Vietnam se caractérise par un regroupement de la population dans les plaines littorales, principalement les deltas du fleuve Rouge et du Mékong, une densité de population élevée, la diversité ethnique de la population et une augmentation de celle-ci malgré un solde migratoire négatif.
Depuis la fin de la Seconde Guerre mondiale jusqu'à 1954, la population a crû chaque année de 1,5 %, puis de 4 % de 1954 à 1960. De 1960 à 1975, la hausse s'est stabilisée à 3 % avant de retomber à 2,2 % jusque dans les années 1990. Depuis lors, la croissance annuelle de la population s'établit à 1 %. Ces taux élevés n'ont été égalés, dans l'Asie du Sud-Est, que par les autres pays de la péninsule indochinoise, le Cambodge et le Laos. Ils ont conduit à un doublement de la population en 32 ans.
Ils s'expliquent par un recul constant de la mortalité depuis 1945, jusqu'à atteindre les 7 ‰ actuels — avec toutefois d'importantes disparités selon les ethnies — et en particulier une mortalité infantile relativement faible par rapport aux autres pays asiatiques. Parallèlement, les taux de fécondité et de natalité se sont maintenus à des niveaux élevés jusque dans les années 1970, respectivement à hauteur de six naissances par femme et de 40 ‰. Plus récemment, comme l'a fait la Chine, le gouvernement du Vietnam a limité le nombre d'enfants par famille à deux, ce qui fait que la natalité a subi un repli constant jusqu'à atteindre les 18 ‰ actuels. Le Vietnam a donc achevé sa transition démographique.

### Minorités ethniques

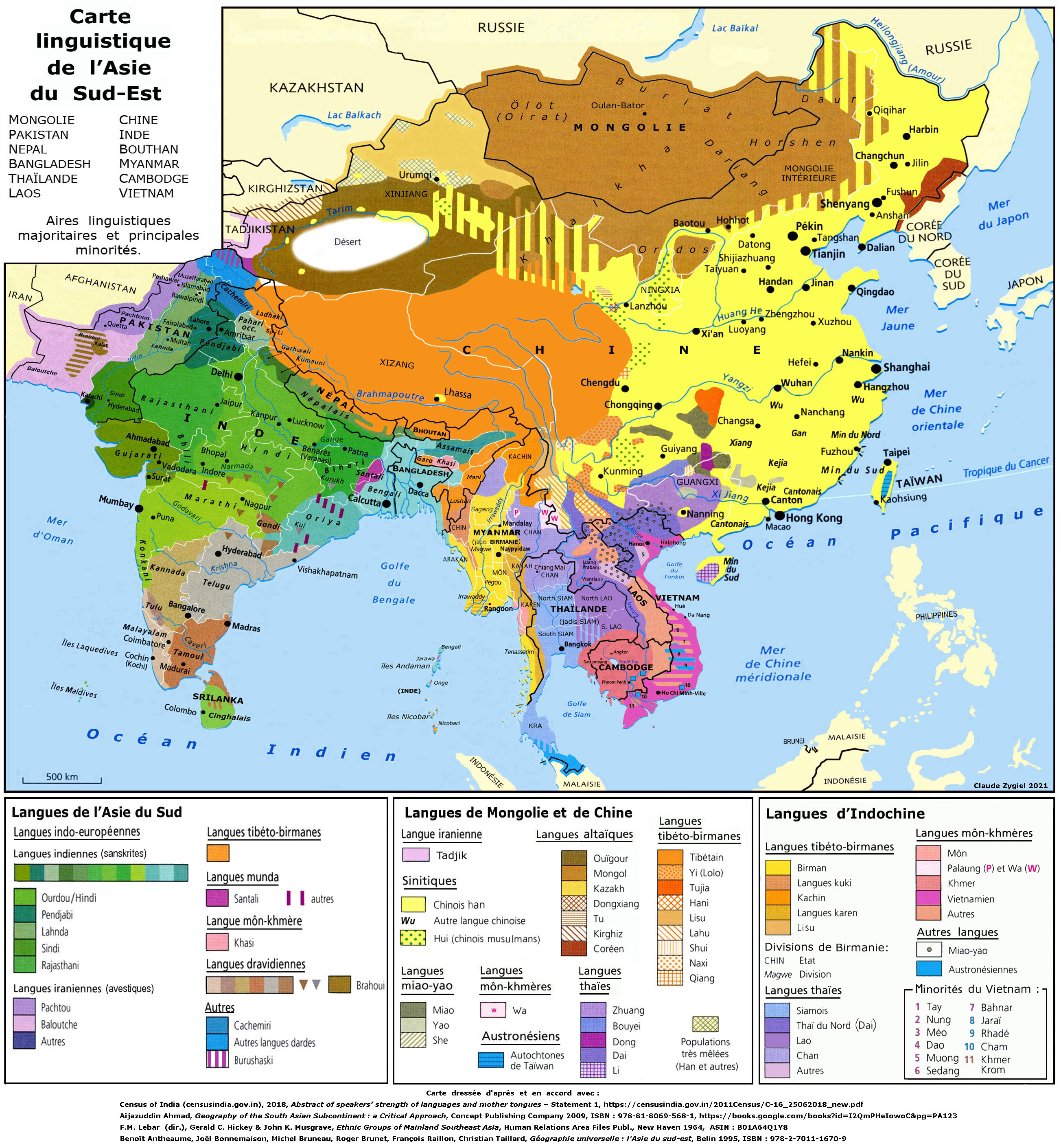
Langues d'Asie du Sud-Est

En partageant ses frontières avec la Chine, le Laos et le Cambodge, le Vietnam est un carrefour de diverses civilisations, avec plusieurs ethnies réparties sur tout son territoire. En dehors des Viets (người Việt), qui représentent l'ethnie majoritaire, le Vietnam regroupe 53 groupes ethniques, soit environ 14 millions de personnes, vivant pour la plupart dans les montagnes fertiles du nord du pays, vers les frontières chinoise et laotienne. Chaque ethnie a sa propre langue et sa propre culture.
Le gouvernement encourage depuis longtemps ces peuples à quitter les hauts plateaux pour venir travailler dans les rizières humides des plaines, ou pour passer aux cultures de rente comme le thé et le café. Si les incitations gouvernementales ne manquent pas (irrigation subventionnée, accès à l'éducation et aux soins...), nombreux sont ceux, forts d'une longue bataille pour l'indépendance, préférant rester dans les montagnes.
Concrètement, les différentes ethnies restent au bas de l'échelle sociale au Vietnam, et les préjugés à leur encontre perdurent. Un rapport de la Banque mondiale, publié en décembre 2019, a révélé que près d'un enfant sur trois appartenant à une minorité ethnique est touché par un retard de croissance, plus de deux fois plus que la majorité Viêt.
| Famille linguistique | Groupe ethnique |
| -------------------- | --- |
| Viet-Muong           | Viêt (Kinh), Muong, Tho, Chut |
| Tay-Thai             | Tay, Thai, Nung, Bo Y, Giay, Lao, Lu, San Chay |
| Tibeto               | Burman |
| Mon-Kho-Me           | Kho Mu, Khang, Mang, Xinh Mun, Bru-Van Khieu, Ta Oi, Co Tu, Hre, Gie Trieng, Ba Na, Xo Dang, Brau, Ro Mam, Mnong, Ma, Co Ho, Xtieng, Cho Ro, Kho Me, O Du |
| Hmong-Dao            | Hmong, Dao, Pa Then |
| Malayo-Polinesian    | Gia Rai, E De, Chu Ru, Ra Giai, Cham |
| Han                  | Hoa, Ngai, San Diu |
| Tang-Mien            | Ha Nhi, Phu La, La Hu, Cong Lo Lo, Si La |
| Kadai                | Co Lao, La Chi, Pu Peo, La Ha |

### Immigration et population étrangère
Pendant la domination française du Vietnam entre 1925 et 1933, près de 600 000 Chinois ont émigré vers le Nord du Vietnam, puis lors de la Seconde guerre sino-japonaise (1937-1941), de nombreux Chinois sont partis pour le Sud du Vietnam. Les tensions entre le Vietnam nouvellement réunifié et la Chine ont conduit à un exode massif en 1978, lorsque 150 000 Chinois de souche ont fui le Nord du Vietnam pour la Chine en raison des craintes d'une guerre imminente entre les deux pays et de persécutions vietnamiennes. En 1979, au lendemain de la guerre sino-vietnamienne, le gouvernement vietnamien a fait des efforts considérables pour chasser les résidents d'origine chinoise, mais beaucoup d'entre eux sont restés dans le pays. De nos jours, ils constituent la sixième plus grande communauté chinoise d'outre-mer.
Fait surprenant, on observe également une minorité de vétérans américains de la guerre du Vietnam venus s'établir ou prendre leur retraite dans le pays, plus de quarante ans après la fin du conflit. La majorité d'entre eux vivent à Da Nang ou à ses alentours, la ville où les États-Unis avaient leur base militaire la plus achalandée pendant le conflit et où les premières troupes américaines sont arrivées en 1965.

### Cas particulier desViệt Kiều
L'appellation Việt Kiều, qui désigne les Vietnamiens vivant à l'extérieur de leur pays, avait une connotation plutôt négative, car, à l'origine, elle faisait référence aux exilés politiques qui s'opposaient au régime communiste. Aujourd'hui, cette appellation est très utilisée pour faire référence aux personnes originaires du Vietnam résidant à l'étranger.
Depuis la réunification nationale en 1975, les Việt Kiều résidant à l'étranger participent au développement économique et à l'intégration du Vietnam à la communauté internationale. Ils sont de plus en plus nombreux à rentrer au pays et présents dans les programmes de recherches scientifiques, les créations d'entreprises, la formation de la main-d'œuvre, l'enseignement des langues étrangères, ou encore dans les investissements à haute technologie. L'assistance et la protection des intérêts des Việt Kiều comptent parmi les préoccupations principales des dirigeants vietnamiens. C'est pourquoi, aujourd'hui, de nombreuses dispositions juridiques existent pour faciliter leur retour dans leur pays d'origine :
- en justifiant leurs origines vietnamiennes, ils peuvent demander la nationalité vietnamienne ;
- ils peuvent obtenir un certificat d'exemption de visa (payant) d'une durée maximale de cinq ans ;
- leur statut de Việt Kiều leur permet de respecter les mêmes règles de propriété et d'investissement que les citoyens vietnamiens, leur permettant d'être propriétaire sans avoir besoin d'un copropriétaire vietnamien.

### Famille, sexualité et égalité des sexes
Le Vietnam est, en 2016, le neuvième pays le plus fécond d'Asie du Sud-Est devant la Thaïlande et Singapour, et le trente-cinquième pays le plus fécond du continent asiatique, avec un indice de fécondité de 1,954 enfant par femme.
En raison de la préférence pour les garçons, illustrée en particulier par des pratiques « patriarcales », héritées de sa tradition confucéenne, le Vietnam compte parmi les nombreux pays asiatiques où on observe un déficit de naissances de filles depuis plus de trente ans. La baisse de la fécondité et le développement des technologies modernes de diagnostic prénatal du sexe ont contribué à accroître ce déficit. Tandis que plusieurs pays comme la Corée du Sud et la Chine connaissent un retour à la normale de leur rapport de masculinité à la naissance, l'évolution du Vietnam demeure incertaine, ceci étant dû à un manque de données fiables et à la mesure de l'évolution rendue complexe par les importants écarts de masculinité des naissances entre régions, qui traduisent le caractère hétérogène du peuplement du Vietnam et de ses normes familiales. Néanmoins, depuis les années 2000, on estime que cette hausse continue semble désormais laisser place à une stabilisation, prélude possible d'une future diminution.
Selon une étude menée par l'Université des sciences sociales et humaines de Hô Chi Minh-Ville, le taux de divorce au Vietnam est de 31,4 %, c'est-à-dire un couple sur trois. 60 % des divorces se produisent chez les jeunes âgés entre 21 et 30 ans. 70 % des divorces surviennent au cours des sept premières années de mariage alors que les couples ont déjà des enfants. D'après une étude menée en 2017 par l'Académie des sciences sociales du Vietnam, l'industrialisation, l'urbanisation et l'ouverture du pays au monde ont eu des impacts sur le divorce des couples mariés dans le pays. D'autres facteurs comme le lieu d'origine des époux, le niveau d'instruction, le métier, le revenu ou les conflits familiaux sont aussi prépondérants.

### Santé

Évolution de l'espérance de vie au Vietnam

Le système de santé vietnamien et celui de la couverture sociale présentent de nombreuses défaillances. Largement sous-financés, avec des difficultés structurelles importantes, ils sont encore loin des standards occidentaux en matière de qualité des soins et des services.
Le Vietnam est touché par les maladies tropicales habituellement recensées dans la région. On suspecte également les dioxines contenues dans les défoliants (agent orange) dispersés par l'armée américaine durant la guerre d'être responsables d'un taux hautement anormal de malformations congénitales. La dioxine tue encore chaque jour au Vietnam : dans chaque kilogramme d' « agent orange », il y avait 30 mg de poison. Les séquelles sanitaires de la guerre pourraient également comprendre les impacts toxicologiques ou écotoxicologiques de composants d'autres armes « conventionnelles ». Par ailleurs, les pollutions industrielles, agricoles (engrais, pesticides) et urbaines (augmentation du trafic) ont fortement augmenté.
De 2003 à 2005, le Vietnam a eu le plus grand nombre de morts de la grippe aviaire à H5N1, devant l'Indonésie (devenue en 2006 le pays le plus touché par le virus). À partir de 2005, les mesures de lutte contre la zoonose et l'épidémie ont donc semblé porter leurs fruits.
Aucune vaccination n'est exigée pour entrer sur le territoire vietnamien.

### Éducation
En raison de sa tradition confucianiste, l'éducation (tiểu học) est un pilier de la nation vietnamienne. Il est reconnu comme priorité nationale. Depuis 2008, le gouvernement a alloué 20 % de son budget au secteur de l'éducation. Le solide engagement du gouvernement envers l'éducation ainsi que le soutien culturel et social à l'éducation ont conduit à des progrès significatifs dans ce secteur.
Le Vietnam affiche des taux d'achèvement du primaire élevés, une forte parité entre les sexes, un faible ratio élèves/enseignant et un faible taux d'enfants non scolarisés. La politique du pays, baptisée « Fondamentaux de la qualité des normes de niveau scolaire », a permis l'accès universel à l'éducation et de veiller à ce que des conditions minimales soient respectées dans chaque école primaire.
Malgré ces réalisations, le pays reste confronté à certains défis. L'accès et la qualité font toujours partie des préoccupations pour le premier cycle du secondaire et la qualité de l'éducation demeure encore assez limitée dans les zones reculées. L'accès et l'achèvement des études constituent un défi plus important pour les filles et les minorités ethniques.
L'éducation comprend douze années d'enseignement de base. En effet, l'éducation de base comprend cinq ans d'enseignement primaire, quatre ans d'enseignement secondaire et trois ans d'enseignement lycéen.

#### Système éducatif
Le système éducatif vietnamien est à un moment clé de son évolution, tiraillé entre son héritage de la logique confucéenne, les cadres contraignants d'une république socialiste et les réalités économiques, sociales et culturelles de l'ouverture internationale. Il est divisé en cinq niveaux : le préscolaire, la primaire, les deux cycles du secondaire, le lycée et le supérieur. Seule la scolarité à l'école primaire est obligatoire et gratuite. Celle-ci comporte cinq niveaux (classes 1 à 5) et accueille les enfants âgés de 6 à 10 ans.
L'enseignement secondaire de base regroupe, quant à lui, les classes 6 à 9 et accueille les enfants âgés de 11 à 14 ans. Le deuxième cycle d'enseignement secondaire, classes 10 à 12, rassemble les élèves âgés de 15 à 18 ans. La fin de cycle est marquée par le baccalauréat et permet de passer les examens d'entrée à l'université, un moment crucial dans la vie des élèves du secondaire. L'examen de baccalauréat est administré par le ministère de l'Éducation et de la Formation. Dans les zones agricoles, l'utilité du secondaire supérieur apparaît faible aux familles, rapportée aux coûts induits. Beaucoup d'enfants de paysans arrêtent alors l'école durant le secondaire pour aider leurs parents.
Avec un taux de scolarisation dans l'enseignement supérieur actuellement de 25 %, son accès reste difficile au Vietnam. L'université représente environ 57 % des établissements d'enseignement supérieur et offre des formations de trois à quatre années qui préparent aux diplômes d'études universitaires.

#### Établissements d'enseignement et universités
Il existe trois types d'établissements d'enseignement au Vietnam : les établissements d'enseignement public, établis et contrôlés par l'État, qui nomme aussi leurs administrateurs, décide le quota de personnel et investit dans les infrastructures ; les établissements d'enseignement semi-publics, mis en place par l'État sur la base de la mobilisation des investissements des organisations et individus dans la société pour investir conjointement dans l'infrastructure ; et les établissements d'enseignement privés, dont la création a obtenu l'autorisation de l'État, et qui sont sous la charge d'individus ou groupes d'individus financièrement indépendants du gouvernement vietnamien.
En 2019, d'après le classement régional des universités QS en Asie, les cinq meilleures universités du Vietnam sont :
1. L'université nationale du Vietnam de Hanoï (Đại học Quốc gia Hà Nội) ;
2. L'université nationale de Hô Chi Minh-Ville (Đại học Quốc gia Thành phố Hồ Chí Minh) ;
3. L'Institut polytechnique de Hanoï (Đại học Bách khoa Hà Nội) ;
4. L'université de Tôn Duc Thang (en) (Đại học Tôn Đức Thắng) ;
5. L'université de Cần Thơ (Trường Đại học Cần Thơ).

### Sport

#### Đá cầu
Le sport national du Vietnam est le đá cầu, peu connu en Europe mais très répandu en Asie du Sud-Est. Il est communément décrit comme une sorte de « foot-badminton » qui demande beaucoup de réflexe et de souplesse, avec des mouvements qui sont à mi-chemin entre les arts martiaux et les coups de pied d'un joueur de football. Pratiqué au Vietnam depuis des siècles, il remonterait, selon certaines sources, au Ve siècle av. J.-C. Les empereurs et les rois vietnamiens encourageaient d'ailleurs leurs soldats à pratiquer ce sport afin d'aiguiser leur agilité pour le combat grâce aux incroyables acrobaties que les joueurs doivent réaliser lorsqu'ils pratiquent le đá cầu.
De nos jours, il se joue un peu partout dans le pays, pour le loisir et par les Vietnamiens de toutes les générations, qui apprécient son côté convivial et ses règles simples. Ces derniers se réunissent souvent en cercle dans la rue, là où il n'y a pas de véhicules qui circulent, ou dans les parcs pour jouer au đá cầu.

#### Compétitions internationales

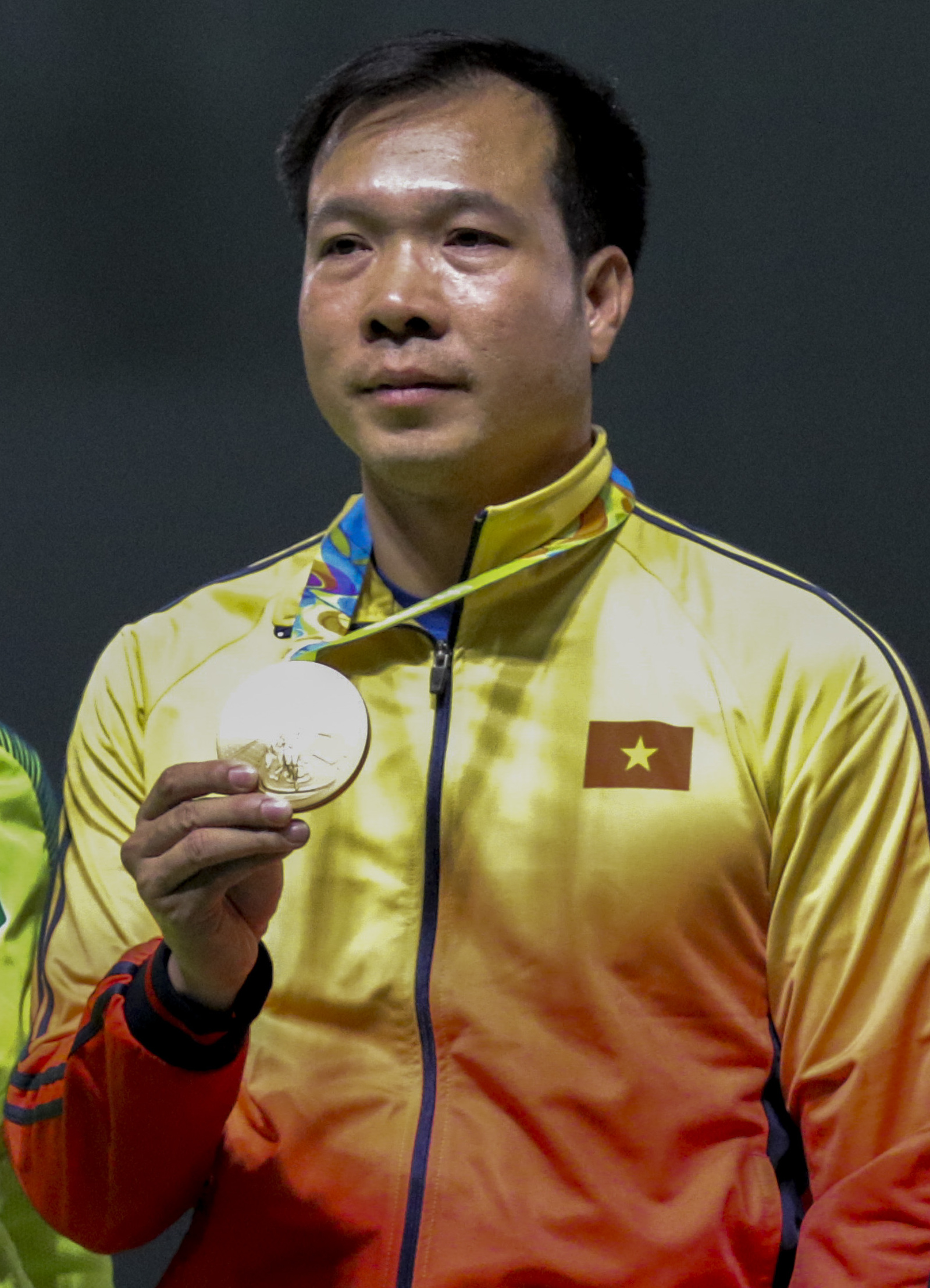
Hoàng Xuân Vinh, premier Vietnamien à avoir remporté une médaille d'or aux Jeux olympiques d'été en 2016, à Rio de Janeiro.

Le Vietnam a participé à toutes les éditions des Jeux olympiques d'été depuis 1952, excepté en 1976 et 1984, mais ne participe pas aux Jeux olympiques d'hiver. Les athlètes vietnamiens ont remporté au total quatre médailles aux Jeux olympiques d'été. Ils ont remporté leurs médailles au tir, au taekwondo et en haltérophilie. Depuis 2000, le Vietnam envoie aussi une délégation aux Jeux paralympiques d'été, où ses athlètes ont remporté cinq médailles.
Aux Jeux asiatiques, compétition multisports continentale qui rassemble tous les sportifs d'Asie, le pays comptabilise 181 médailles.
Depuis la première édition en 2001, étant un pays d'Asie du Sud-Est, le Vietnam participe à toutes les éditions des ASEAN ParaGames et a organisé l'événement une fois, en 2003. À la suite de l'annulation de l'événement sportif aux Philippines en raison de la pandémie de Covid-19, il sera le pays hôte de la dixième édition de la compétition en 2022.
Le pays est membre de la Fédération des Jeux d'Asie du Sud-Est et a organisé l'événement à une reprise, en 2003. Il occupe le sixième rang des onze nations du palmarès, avec 928 médailles d'or, 967 médailles d'argent et 991 médailles de bronze. Il organisera la trente-et-unième édition de l'événement en 2021.
| Sport         | Médaille d'or, Jeux olympiques | Médaille d'argent, Jeux olympiques | Médaille de bronze, Jeux olympiques | Total |
| Tir sportif   | 1                              | 1                                  | 0                                   | 2     |
| Taekwondo     | 0                              | 1                                  | 4                                   | 5     |
| Haltérophilie | 0                              | 1                                  | 1                                   | 2     |
| Total         | 1                              | 3                                  | 5                                   | 9     |

## Arts et culture
Avec une histoire de plus de 4 000 ans, la culture vietnamienne (văn hóa Việt Nam) est l'une des cultures les plus vieilles du monde. Elle tire une partie de ses origines de la culture Đông Sơn qui date de l'âge du bronze et est largement considérée comme l'un de ses ancêtres les plus importants. Le Vietnam ayant été une partie de la Chine méridionale pendant plus de 1 000 ans, sa culture multimillénaire et multiethnique connaît une profonde influence chinoise. De tous les pays sinisés comme le Japon et la Corée du Sud, le Vietnam est le plus proche de la civilisation chinoise, tandis que Taïwan, Hong Kong et Singapour sont considérées comme des « Chines périphériques » par leur histoire.

### Architecture

#### Inscrits sur la liste du patrimoine mondial
L'UNESCO a inscrit sept sites au Vietnam sur la liste du patrimoine mondial.

Sites classés au patrimoine mondial de l'UNESCO
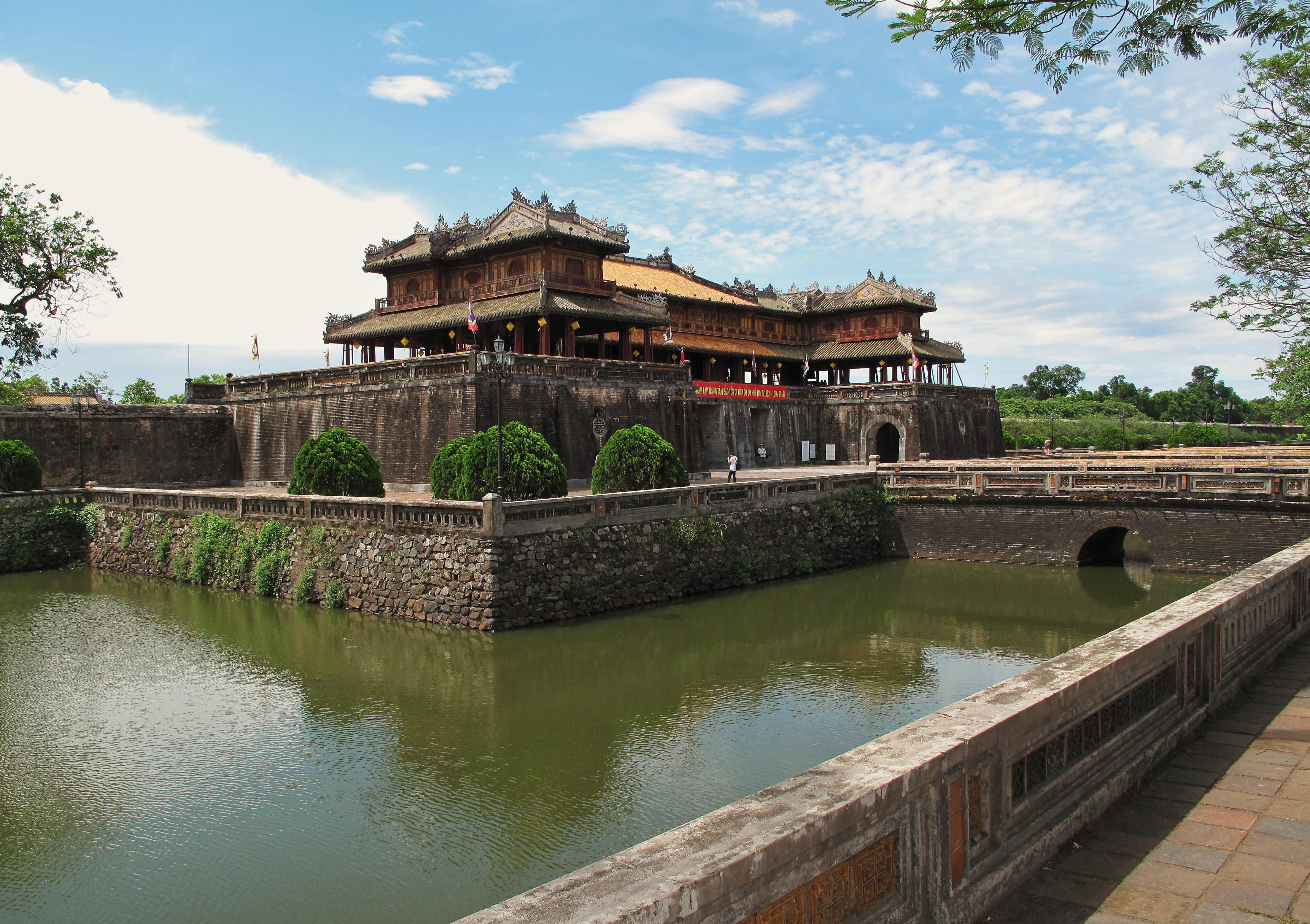
L'ensemble des monuments d'Hué, ancienne capitale impériale.
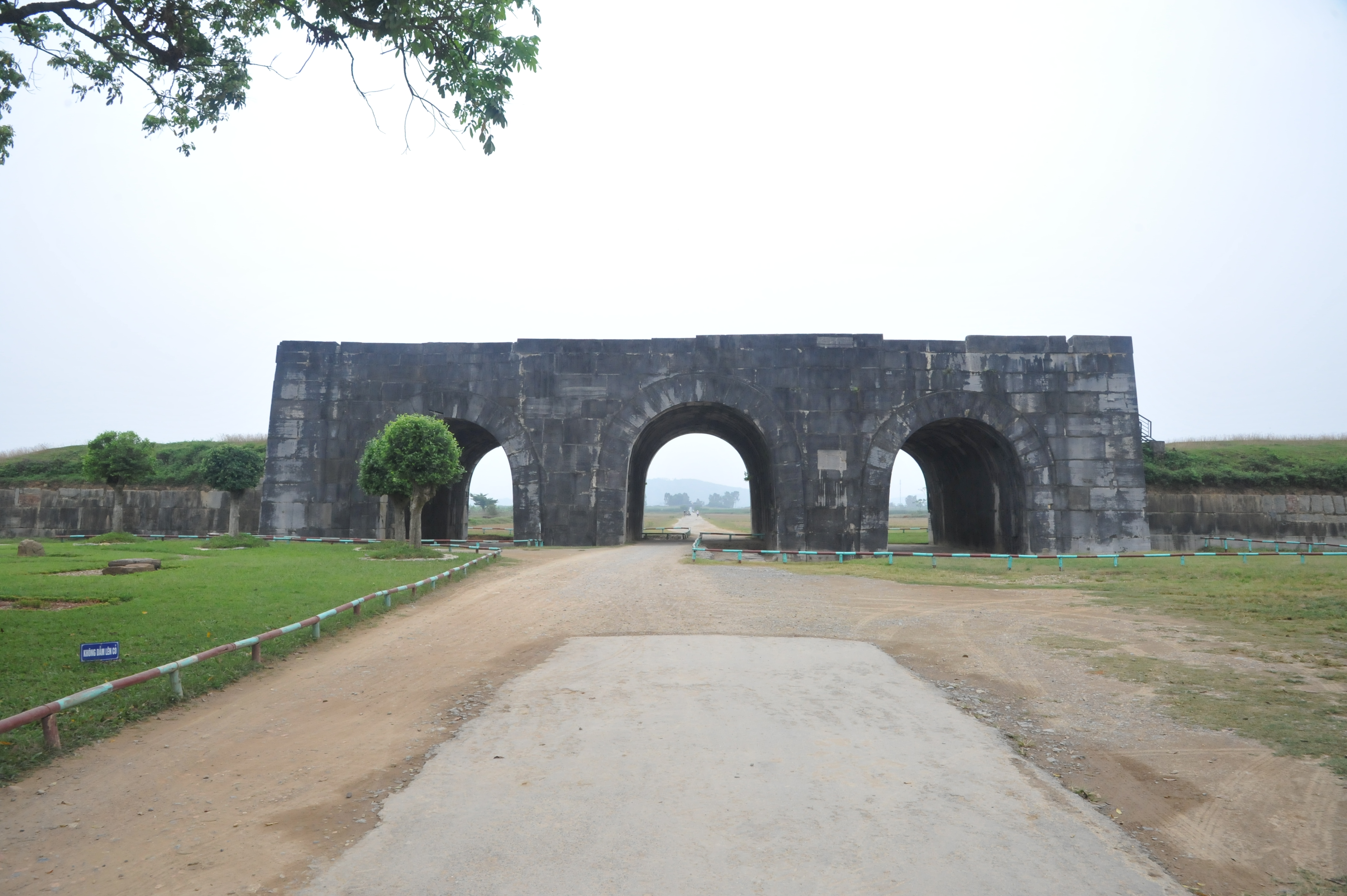
La citadelle de la dynastie Hô (Thanh Hóa).
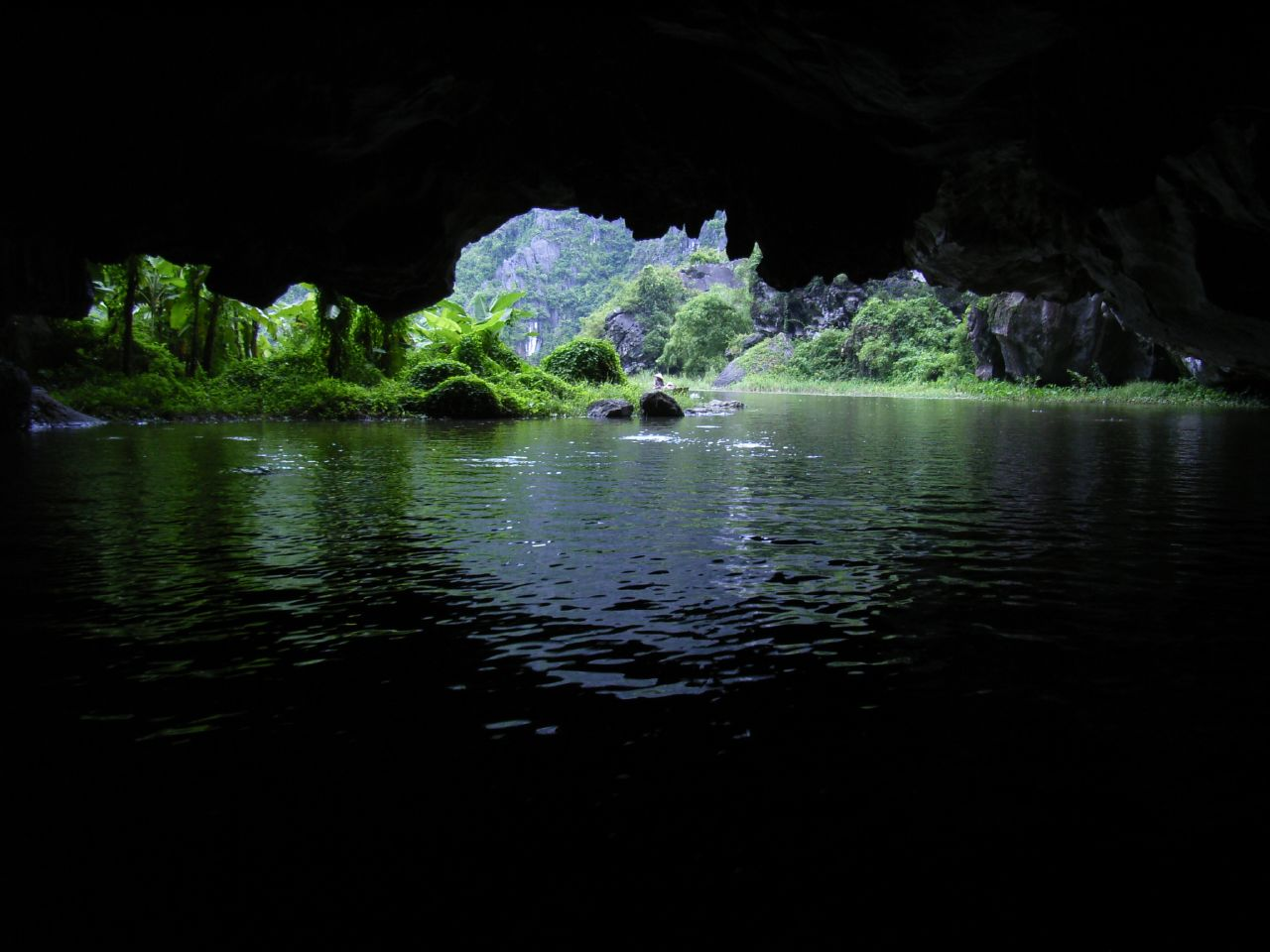
Le complexe paysager de Tràng An.

### Littérature et poésie
La littérature vietnamienne a une longue histoire profonde datant de plusieurs siècles. On distingue traditionnellement trois genres littéraires vietnamiens. La littérature orale traditionnelle (truyên khâu) se perpétue depuis des temps très anciens ; elle comprend les légendes, les chansons folkloriques et les proverbes. La littérature sino-vietnamienne, quant à elle, s'écrivait en caractères chinois : influencée par les textes confucéens et bouddhiques, elle obéissait à des règles métriques et de versification strictes. Enfin, la littérature moderne (quôc âm) recouvre la totalité des écrits en chữ nôm à partir du XIIIe siècle. Bien que le chữ nôm reste l'expression du vietnamien populaire, il suppose une parfaite maîtrise du chinois classique et de la prononciation vietnamienne des caractères chinois.
Alors que le marché du livre s'effondre dans de nombreux pays d'Occident au XXIe siècle, il connaît un véritable regain d'intérêt au Vietnam, où les librairies et les maisons d'édition vietnamiennes, bénéficiant d'un pouvoir d'achat en hausse, connaissent une croissance continue de ventes de livres qui reflètent autant l'attachement du pays à sa culture que son ouverture au monde,.

### Arts du spectacle

#### Théâtre

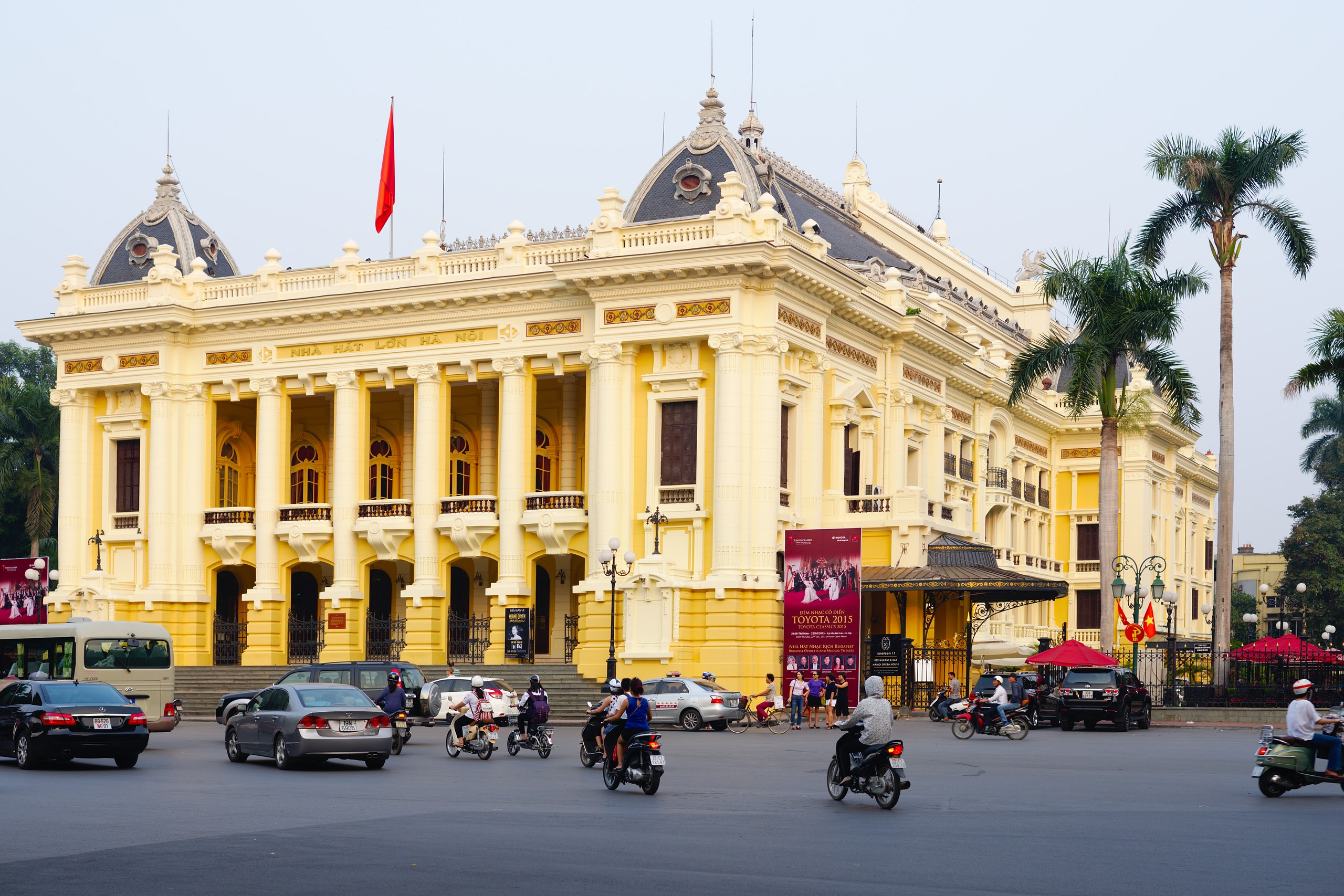
L'Opéra de Hanoï, où se déroulent diverses représentations théâtrales vietnamiennes et étrangères,.

Le théâtre vietnamien (en vietnamien : sân khấu) mêle musique, chant psalmodie, danse et mime. On distingue plusieurs genres théâtrales au Vietnam. Le théâtre classique est très formel ; il a recours à des gestes et à des décors bien établis, et est accompagné par un orchestre où domine le son du tambour. Les personnages y sont peu nombreux. Le théâtre populaire (hát chèo) est le lieu d'expression d'une protestation sociale par le biais de la satire. Le chant et la récitation poétique incluent de nombreux proverbes, accompagnées de mélodies populaires. Le théâtre moderne (hát cải lương, littéralement « chant réformé »), né dans le Sud au début du XXe siècle, est largement influencé par l'Occident. Il existe aussi le théâtre parlé (kịch nói ou kịch), inspiré du théâtre occidental, qui est apparu dans les années 1920 ; il trouve ses adeptes parmi les étudiants et les intellectuels vietnamiens.
Des dizaines de troupes et de compagnies fondées par l'État se produisent dans l'ensemble du pays.

#### Danse

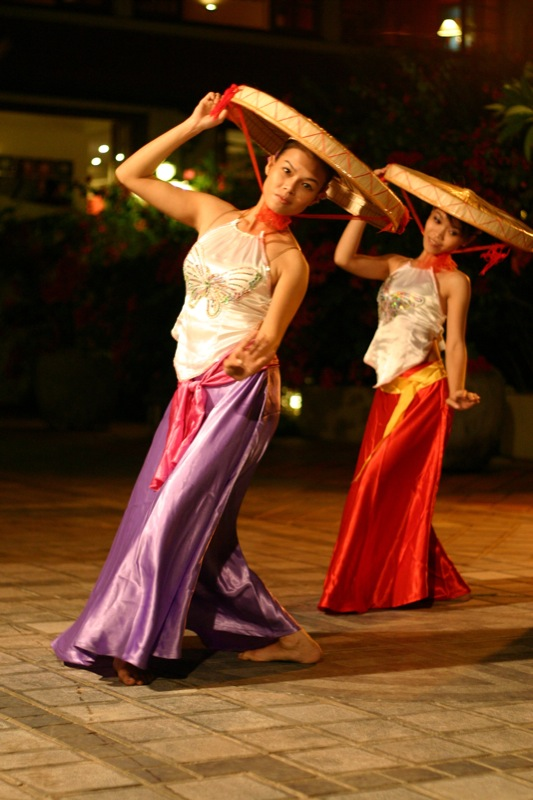
Danseuses vietnamiennes en robes traditionnelles.

La danse (en vietnamien : múa) est une partie intégrante de la culture et de l'histoire du Vietnam, particulièrement la danse folklorique (dân vũ). Ses variations régionales reflètent les coutumes et la culture de chaque région du pays, y compris les festivals saisonniers, les célébrations et les mythes, tout en partageant les fils culturels communs de tout le Vietnam. Ainsi, dans les hauts plateaux, région brumeuse et humide, les danseurs revêtent des costumes très colorés avec un parapluie. Les danseurs du Nord, plus « classiques » avec le áo dài et le chapeau plat, intègrent diverses activités du quotidien dans leurs mouvements : les rameuses sur le Mékong, les travaux de couture... Dans le Sud, région parsemée de rizières, les danses reprennent les scènes des paysans travaillant dans les champs et coiffés d'un nón lá. À l'étranger, la danse folklorique contribue à la présentation et à la promotion de l'identité et de la culture des ethnies vietnamiennes, notamment lors de festivals internationaux de danse.
La date exacte de la naissance de la danse folklorique vietnamienne n'est pas connue avec précision. Pourtant, les historiens vietnamiens estiment qu'avant le Xe siècle, elle était surtout liée à des rituels religieux tel que le culte des ancêtres. À partir du Xe siècle, elle connaît un développement vigoureux tant dans la population qu'à la cour royale puis impériale. Si elles sont pratiquées par des paysans lors des fêtes villageoises, elles font aussi l'objet d'une attention particulière de la cour. En effet, en 1025, le roi Lý Thái Tổ crée le poste de quần giáp, dont le rôle est de soutenir les danseurs amateurs. C'est à cette époque qu'apparaissent les premières troupes de danse populaire. À l'instar de la dynastie des Lý, celle des Trần, qui lui succède, encourage la danse folklorique considérée comme élément culturel de la population et de l'union nationale. Sous le règne des Nguyễn, la dernière dynastie impériale vietnamienne, il y a une séparation entre la danse folklorique et la danse royale (múa cung đình) ; si la danse folklorique exprime les coutumes populaires, la danse royale met en valeur les symboles impériaux.

### Musique
La musique traditionnelle vietnamienne utilise une gamme pentatonique (à cinq notes) d'origine chinoise. Les airs populaires sont généralement chantés sans accompagnement instrumental. Ils ont été adaptés par le Parti communiste vietnamien pour de nombreuses marches patriotiques. Parmi les instruments traditionnels figurent le đàn bầu, une cithare à une corde, et le t'rưng, un grand xylophone en bambou. Les différentes ethnies ont leurs propres instruments : des flûtes en roseau, des gongs et des instruments à cordes fabriqués à partir de calebasses.
En matière de musique moderne, la scène vietnamienne est variée et soumise à des influences à la fois occidentales et est-asiatiques. Tous les artistes étant surveillés par le gouvernement, les sujets potentiellement subversifs sont largement évités ou fortement codés.

Quelques personnalités de la musique vietnamienne moderne
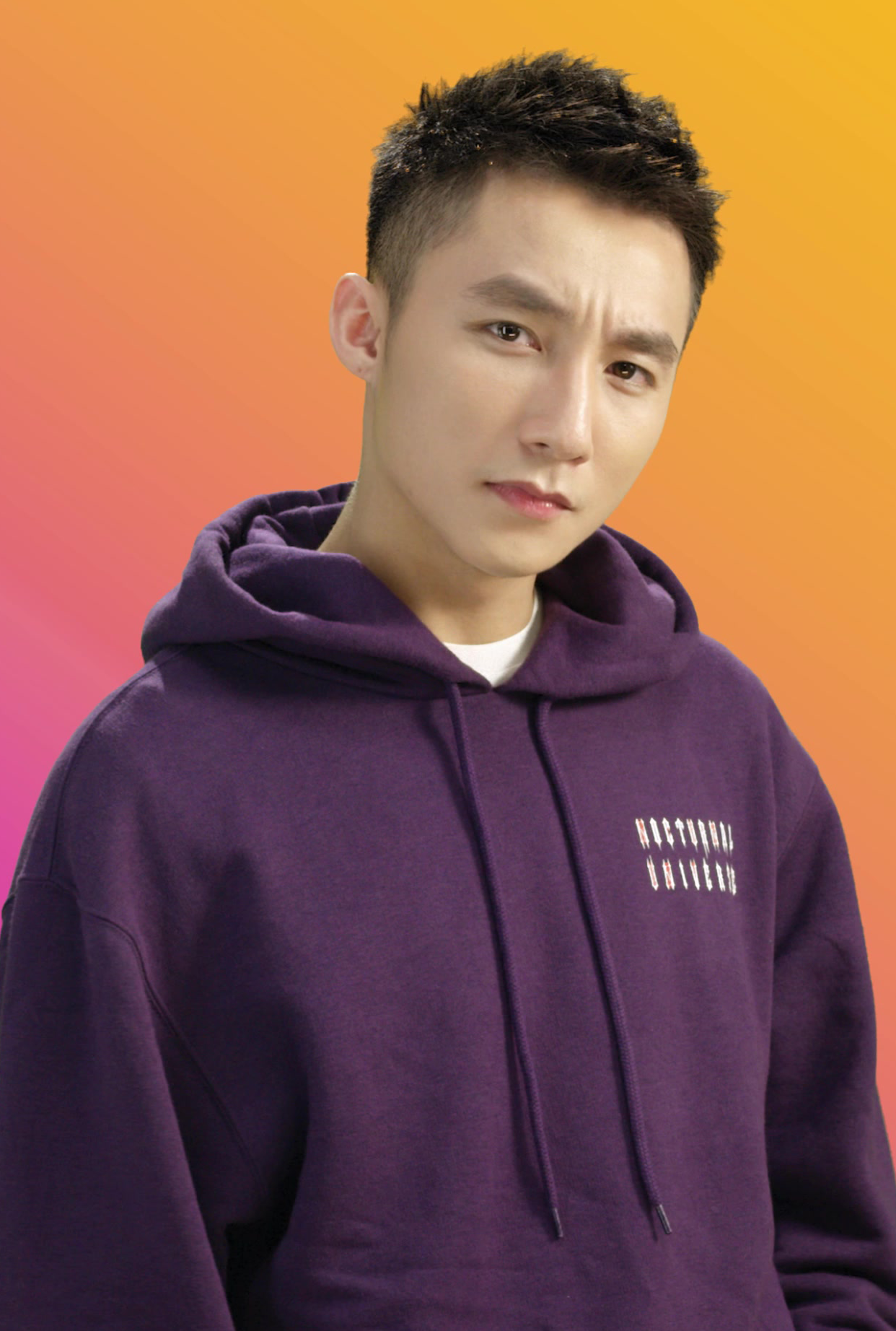
Son Tung M-TP.
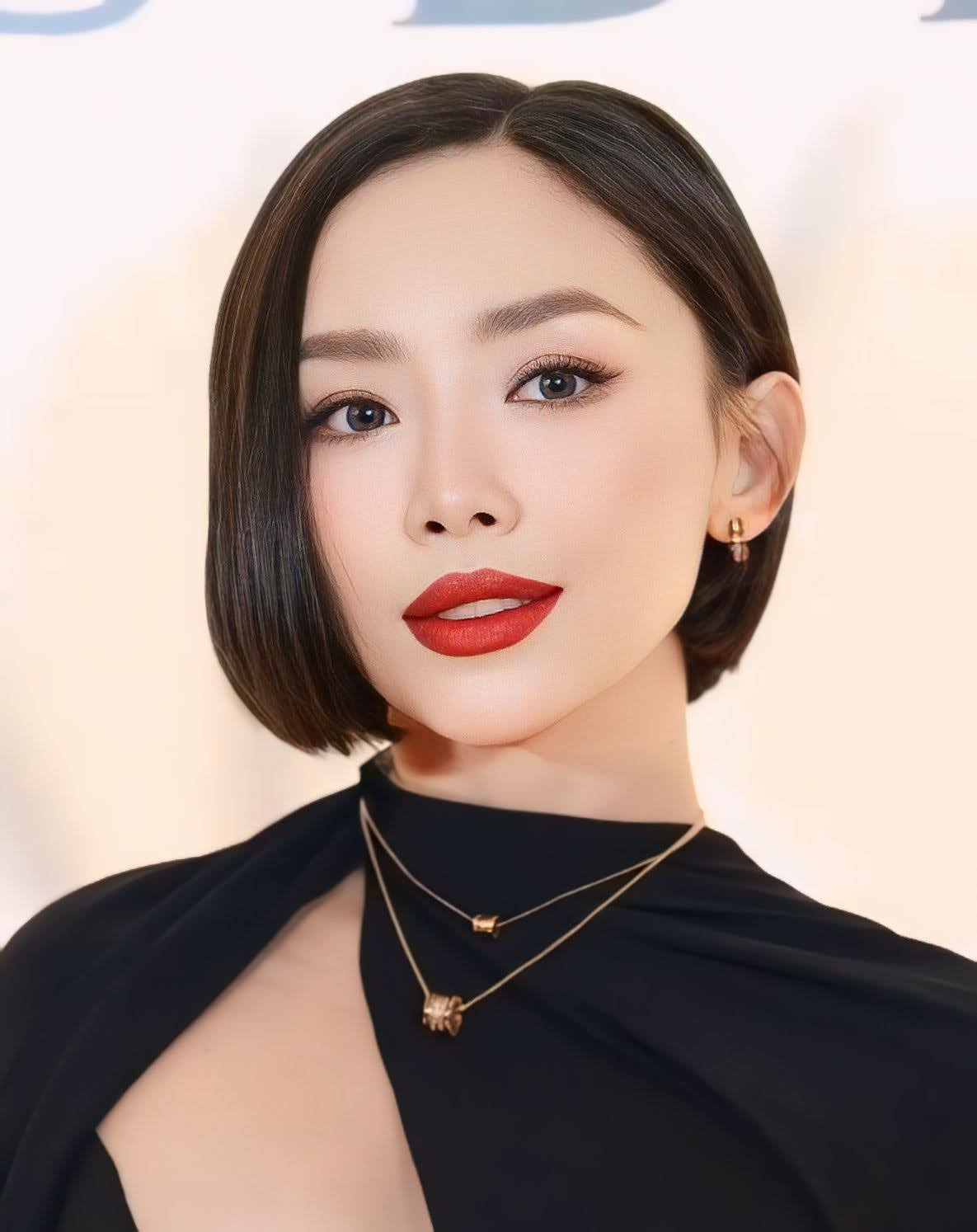
Tóc Tiên (vi).
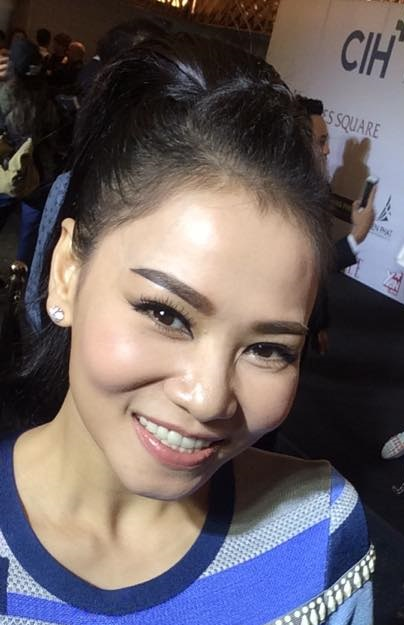
Thu Minh (vi)
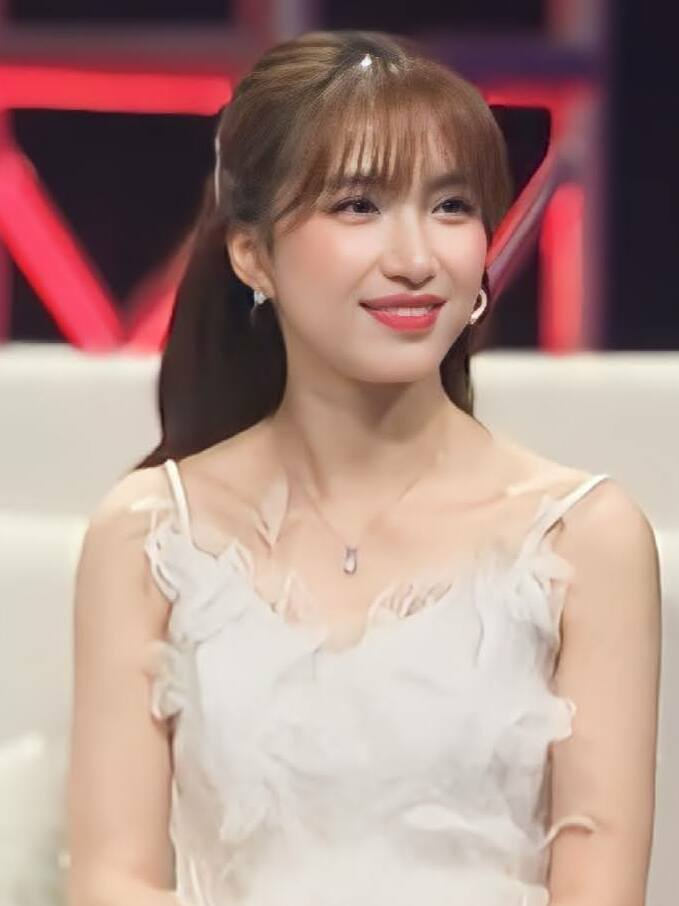
Hòa Minzy (vi)

### Cinéma
Fondée par un groupe d'intellectuels, la première compagnie cinématographique vietnamienne voit le jour à Hanoï dans les années 1920 et produit des documentaires, comme le couronnement de l'empereur Bao Dai, et quelques films muets. Avec la fin de la guerre d'Indochine et la partition du pays, deux industries cohabitent : tandis que le Sud-Vietnam produit principalement des séries B à petit budget, le Nord-Vietnam voit dans le cinéma un moyen de propagande. Après 1975 et la réunification du pays, un important studio d'État est créé et un but fixé : les films doivent montrer la réalité sociale du pays. Il convient aussi désormais de distinguer deux types de productions : celles financées par l'État et celles qui le sont par des sociétés étrangères.

### Fêtes et jours fériés
| Date                                                                      | Nom français                                          | Nom vietnamien              | Sens |
| ------------------------------------------------------------------------- | ----------------------------------------------------- | --------------------------- | --- |
| 1er janvier                                                               | Nouvel An solaire                                     | Tết Dương lịch              | Nouvel an |
| Mi-janvier ou début février                                               | Nouvel An lunaire                                     | Tết Nguyên đán, Tết Âm lịch | Nouvel an |
| Dixième jour du troisième mois (avril dans le calendrier lunaire)         | Jour de la Commémoration des Rois Hung                | Giỗ Tổ Hùng Vương           | Fête traditionnelle célébrée en l'honneur des premiers empereurs vietnamiens, fondateurs de la nation                                      |
| 30 avril                                                                  | Jour de la Réunification                              | Ngày Thống nhất             | Commémoration de la fin de la guerre du Vietnam                                                                                            |
| 1er mai                                                                   | Fête du Travail                                       | Ngày quốc tế lao động       | Célébration de la contribution des travailleurs au pays                                                                                    |
| 2 septembre                                                               | Fête nationale de la république socialiste du Vietnam | Lễ quốc khánh               | Proclamation de l'indépendance du Vietnam par Hô Chi Minh                                                                                  |
| Le quinzième jour du huitième mois (septembre dans le calendrier lunaire) | Fête de la mi-automne                                 | Tết Trung Thu               | Jour de l'année où la pleine lune est la plus ronde et la plus lumineuse de l'année, symbolisant l'unité de la famille et le rassemblement |
| 25 décembre                                                               | Noël                                                  | Lễ Giáng Sinh               | Fête chrétienne : naissance de Jésus |

### Religion
Au Vietnam cohabitent cinquante-quatre ethnies dont chacune possède ses propres croyances liées à leurs cultures et à leur spiritualité propre. Le pays, situé au point de rencontre des cultures indienne et chinoise, a accueilli et assimilé plusieurs religions. La loi vietnamienne garantit la liberté de religion et de croyance.
| Religion                                                       | 2009   | 2010          | 2014   |
| -------------------------------------------------------------- | ------ | ------------- | ------ |
| religion traditionnelle vietnamienne et irréligion ou athéisme | 81,6 % | 45,3 % 29,6 % | 73,2 % |
| Bouddhisme                                                     | 7,9 %  | 16,4 %        | 12,2 % |
| Christianisme                                                  | 7,5 %  | 8,2 %         | 8,3 %  |
| dont Catholicisme                                              | 6,6 %  | n/a           | 6,8 %  |
| dont Protestantisme                                            | 0,9 %  | n/a           | 1,5 %  |
| Caodaïsme                                                      | 1,0 %  | n/a           | 4,8 %  |
| Hoahaoisme                                                     | 1,6 %  | n/a           | 1,4 %  |
| Autres                                                         | 0,2 %  | 0,5 %         | 0,1 %  |

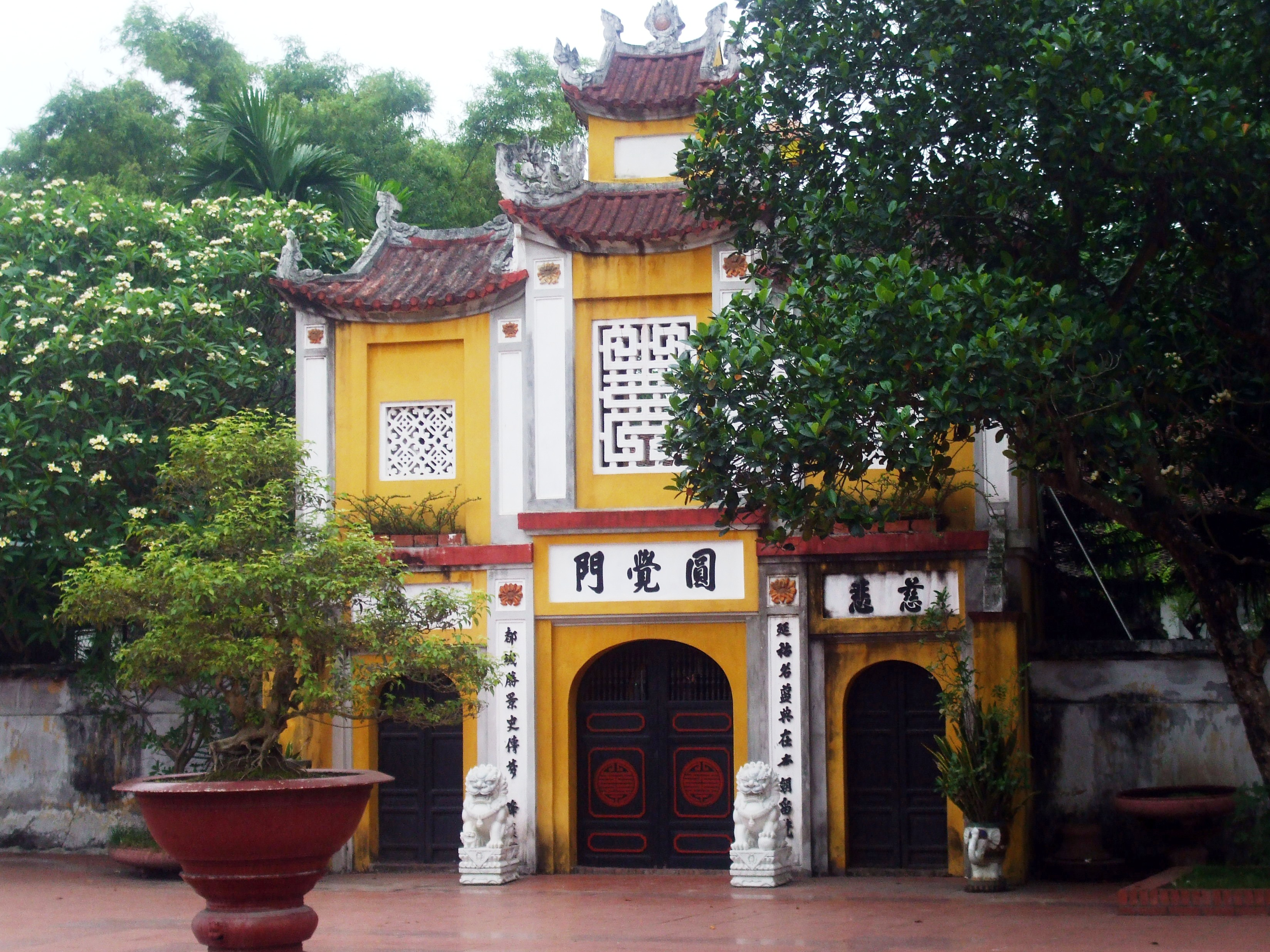
La pagode Môt Côt à Hanoï (bouddhisme)
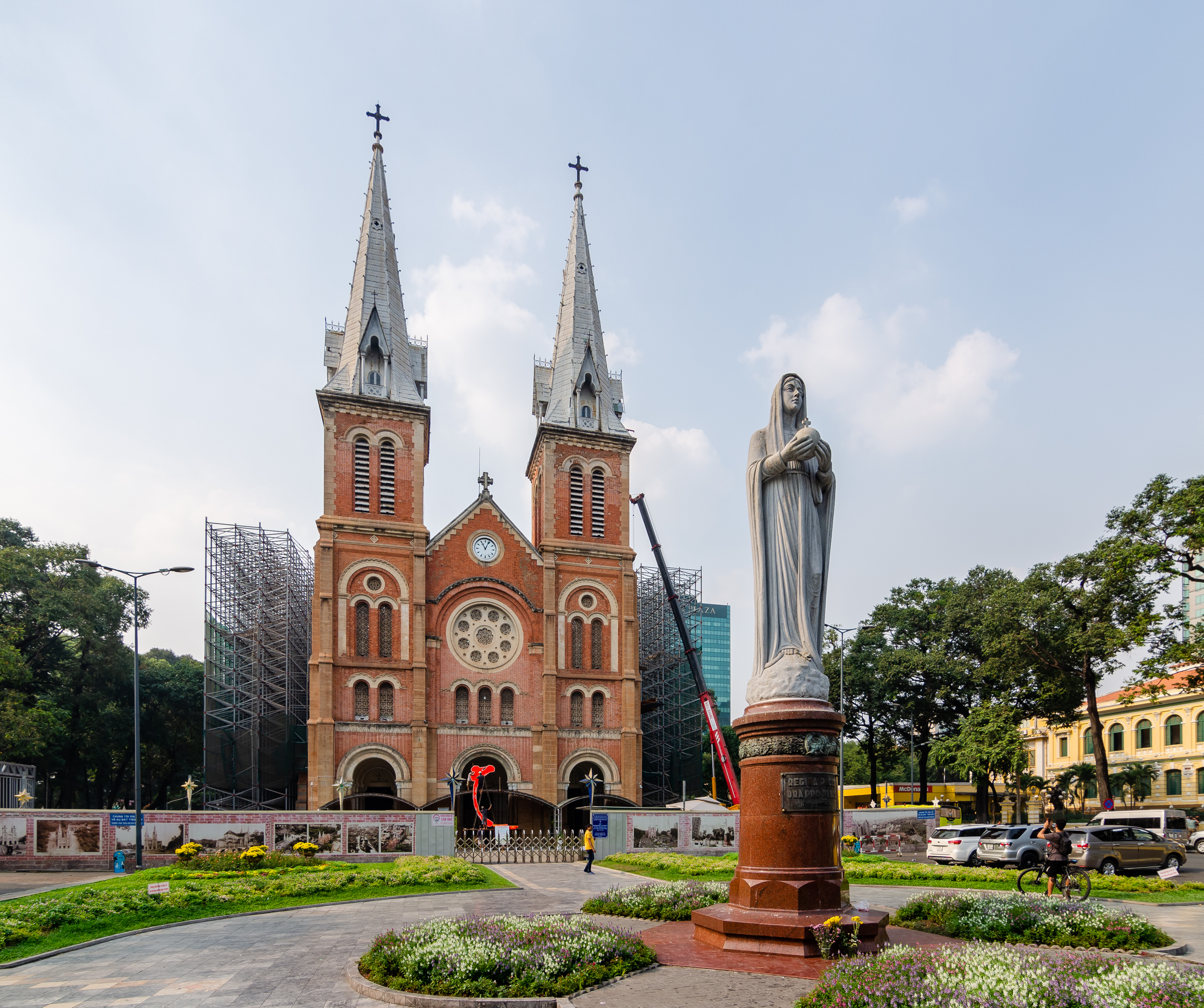
La cathédrale Notre-Dame de Saïgon à Hô Chi Minh-Ville (christianisme)
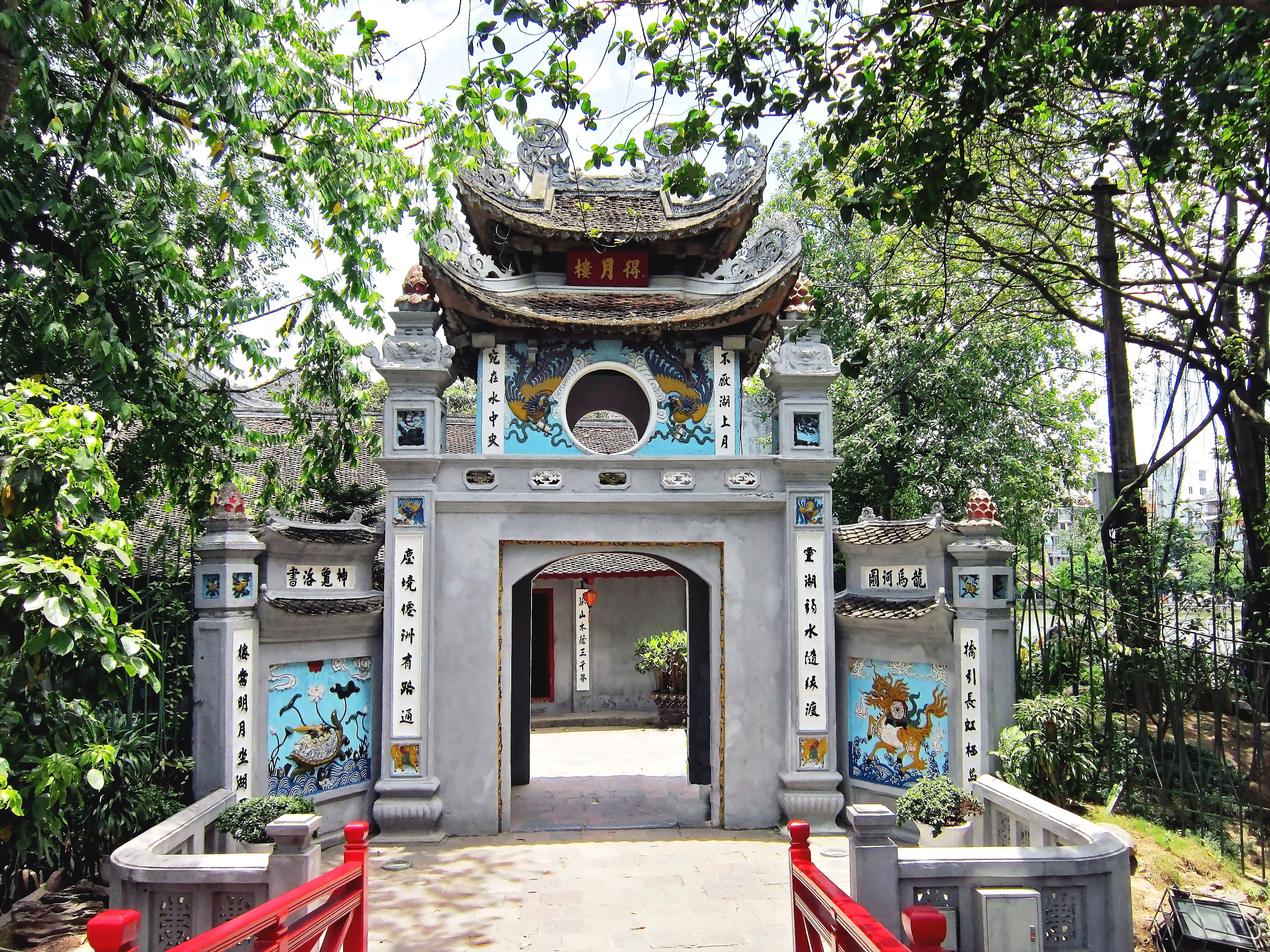
Le temple Ngoc Son à Hanoï (taoïsme)
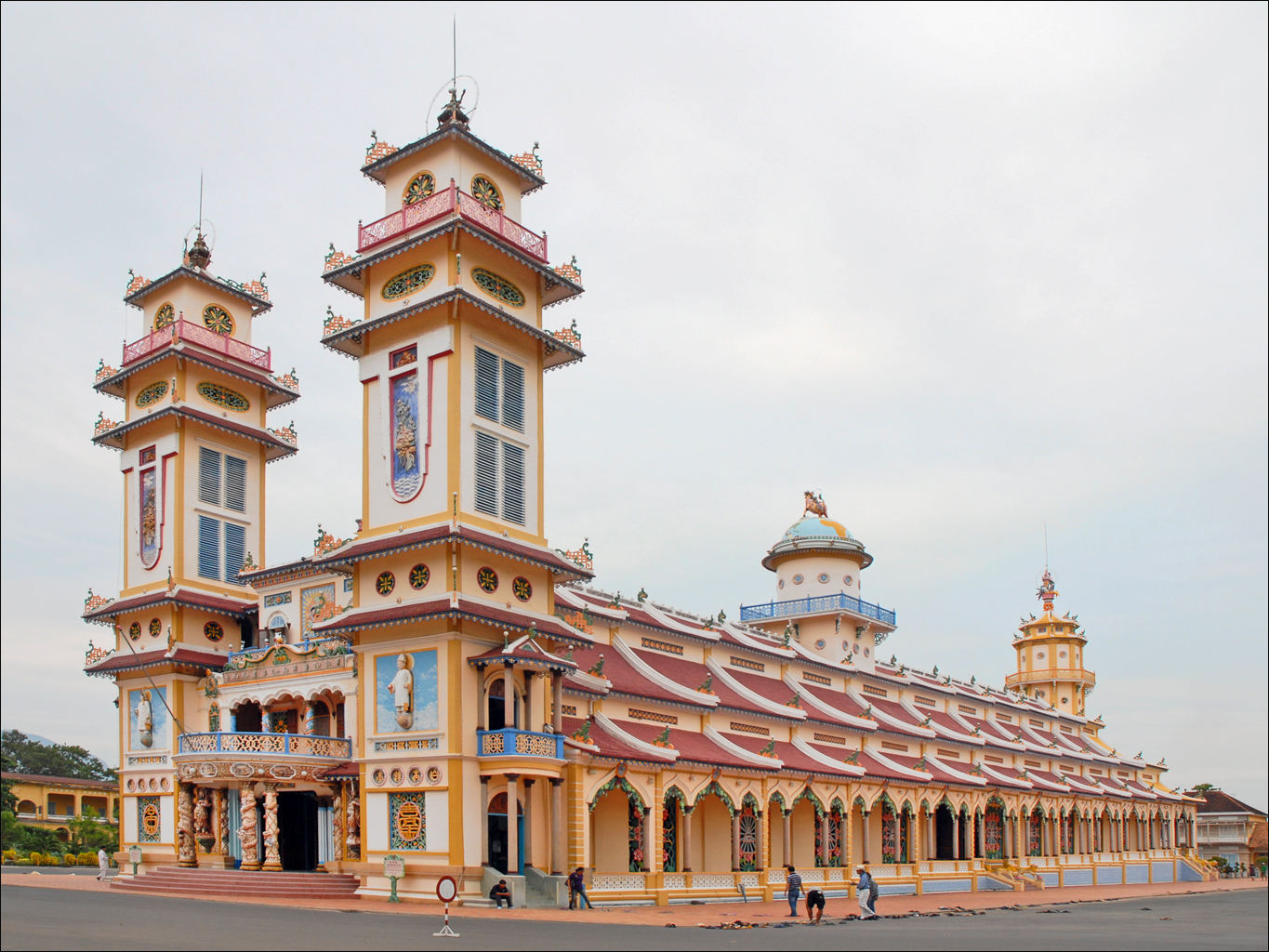
La cathédrale Cao Daï à Tây Ninh (caodaïsme)
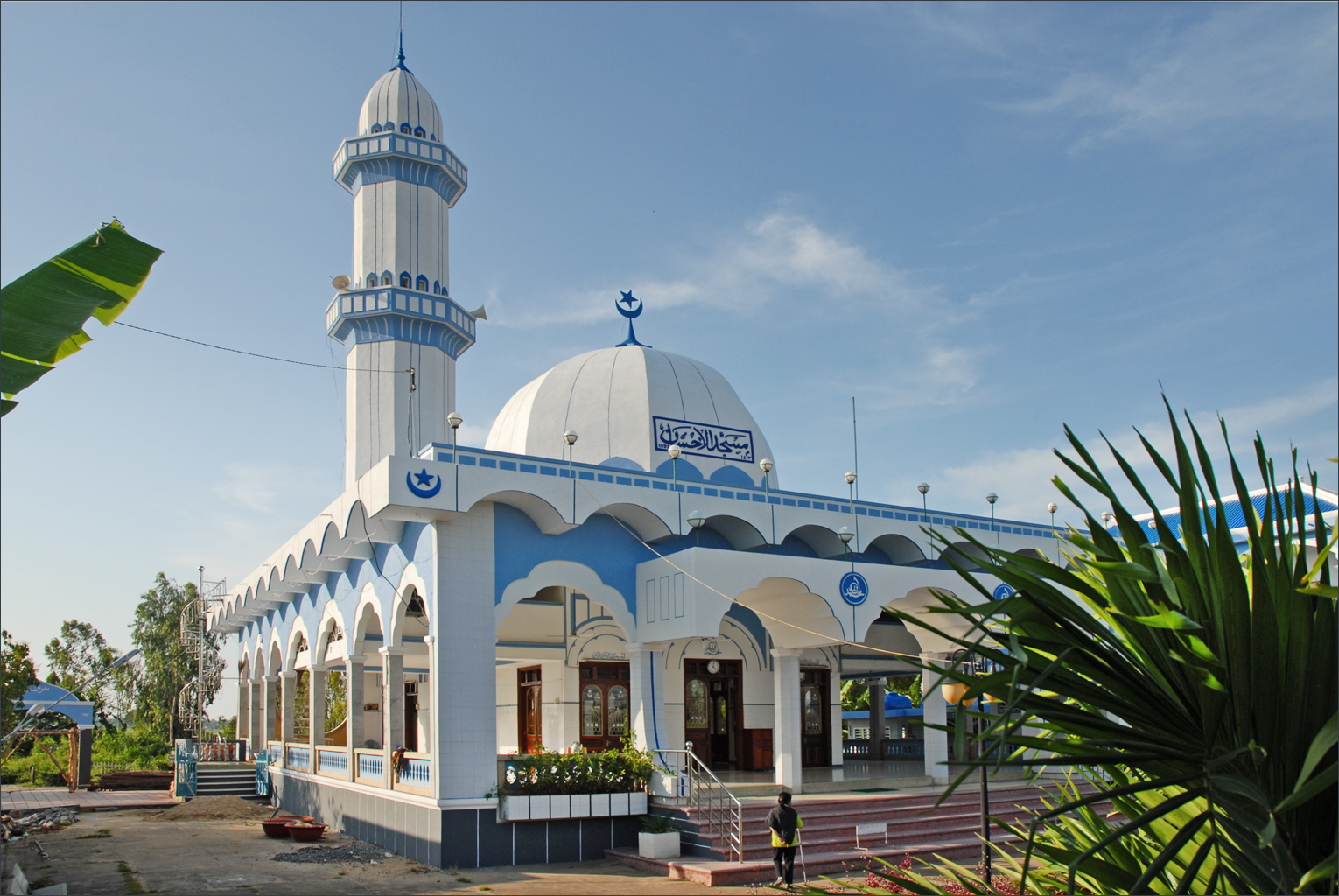
Une mosquée de la communauté cham à Châu Đốc (islam).

#### Culte des ancêtres
Le culte des ancêtres (tín ngưỡng thờ cúng tổ tiên) est le trait le plus saillant de la vie spirituelle vietnamienne. Expression rituelle de la piété filiale, il est pratiqué dans tout le pays et par tous les Vietnamiens, quelle que soit leur appartenance sociale ou leur idéologie politique. Il se base sur la croyance qui veut que mourir signifierait retourner avec des ancêtres aux Neuf Sources, mais que de là, leurs âmes reviendraient en permanence en visite afin de protéger la descendance. Ce culte est présent chez de nombreux peuples d'Asie du Sud-Est et constitue l'élément culturel spécifique de cette région du monde, mais c'est chez les Vietnamiens qu'il est le plus répandu et le plus développé, jusqu'à en devenir presque une religion.

#### Bouddhisme
Le bouddhisme, aujourd'hui présenté comme la « grande religion » du pays, est arrivé au Vietnam dès le IIe siècle, par le Nord de l'Asie centrale et par des routes du Sud de l'Inde. Il connut son apogée au Vietnam du XIIe au XIXe siècle, sous les dynasties des Ly et des Tran qui le portèrent au rang de religion nationale. Bouddhisme et politique s'immisçaient alors, plusieurs bonzes participant à la vie politique et plusieurs monarques étant bonzes. La pagode était devenue le centre culturel des communautés villageoises, les bonzes jouaient en même temps le rôle d'instituteur. À partir du XVe siècle, le bouddhisme céda sa place au confucianisme au niveau de la structure sociale. Il quitta donc la cour impériale mais resta ancré dans les villages, où les pagodes constituaient toujours le point de repère de la vie spirituelle de la population.
La croyance bouddhiste joua un rôle très important pendant les guerres de résistance, par sa conception hostile aux agressions. Il est donc de notre jour soutenu politiquement, contrairement à l'idée reçue qu'il est réprimé au Vietnam, lequel compte, en 2015, plus de onze millions de pratiquants, près de dix-sept mille pagodes (soit 35 % de la totalité des vestiges vietnamiens), quarante-sept mille dignitaires, quatre instituts d'études bouddhistes et trente-et-unes écoles de formation de dignitaires religieux.

#### Christianisme
Les débuts du christianisme au Vietnam ne sont pas connus avec précision. On peut cependant dater l'arrivée de l'Église vers le XVIe siècle. Les premiers messagers furent les missionnaires Dominicains portugais. D'abord installés à Malacca, ils se rendirent ensuite au Cambodge puis au sud du Vietnam. Après les Dominicains, les Jésuites furent très présents sur le terrain et au XVIIe siècle, le père Alexandre de Rhodes commença à évangéliser la Cochinchine, en 1625. Afin de mieux remplir sa mission d'apostolat, il étudia le vietnamien et mit au point un système de romanisation de la langue, le chữ quốc ngữ, qui est devenu l'écriture du vietnamien moderne. La doctrine catholique se répandit dans tout le pays durant le XVIIIe siècle. Les missionnaires furent parfois l'objet de persécutions, notamment sous les règnes des rois Minh Mạng (1820-1841), Thiệu Trị (1841-1847) et Tự Đức (1847-1884). Ces monarques considéraient le christianisme comme un grave danger, menaçant l'équilibre politique, moral et religieux du pays.
Aujourd'hui, le Vietnam est le deuxième pays catholique d'Asie après les Philippines : sa population compte en effet de 8 à 10 % de catholiques. Sous le régime communiste, leur liberté religieuse avait été fortement réduite : à l'instar de l'Union soviétique, les Églises étaient officiellement assimilées à des institutions capitalistes et considérées par le gouvernement comme un dangereux contre-pouvoir. Depuis 1990, toutefois, l'État conduit une politique plus libérale et la religion catholique effectue un retour en force.
En outre, estimé à environ deux millions, les protestants constituent une minorité religieuse active au Vietnam. Ils développent prudemment mais résolument des réseaux qui leur ont donné la réputation de « religion qui croît la plus vite » au sein du pays. Cet essor s'appuie sur la base de racines en partie francophones qui remontent au début du XXe siècle.

#### Caodaïsme
Fondé en 1919 par un fonctionnaire vietnamien, Ngô Văn Chiêu, le caodaïsme rassemble toutes les religions ou pratiques religieuses (confucianisme, taoïsme, bouddhisme, christianisme, islam, culte des ancêtres, etc.) en une seule religion universelle. Très vite reconnue par les autorités coloniales françaises, elle devint une des religions officielles du Vietnam en 1926. Son Saint-Siège, construit entre 1927 et 1947, se trouve à Tây Ninh, à une centaine de kilomètres d'Hô Chi Minh-Ville.
De nos jours[Quand ?], on dénombre près de 5 millions de pratiquants dans le pays, 10 000 dignitaires et 1 000 lieux de cultes. Elle est parfois qualifiée de « secte » par les médias occidentaux

### Langues

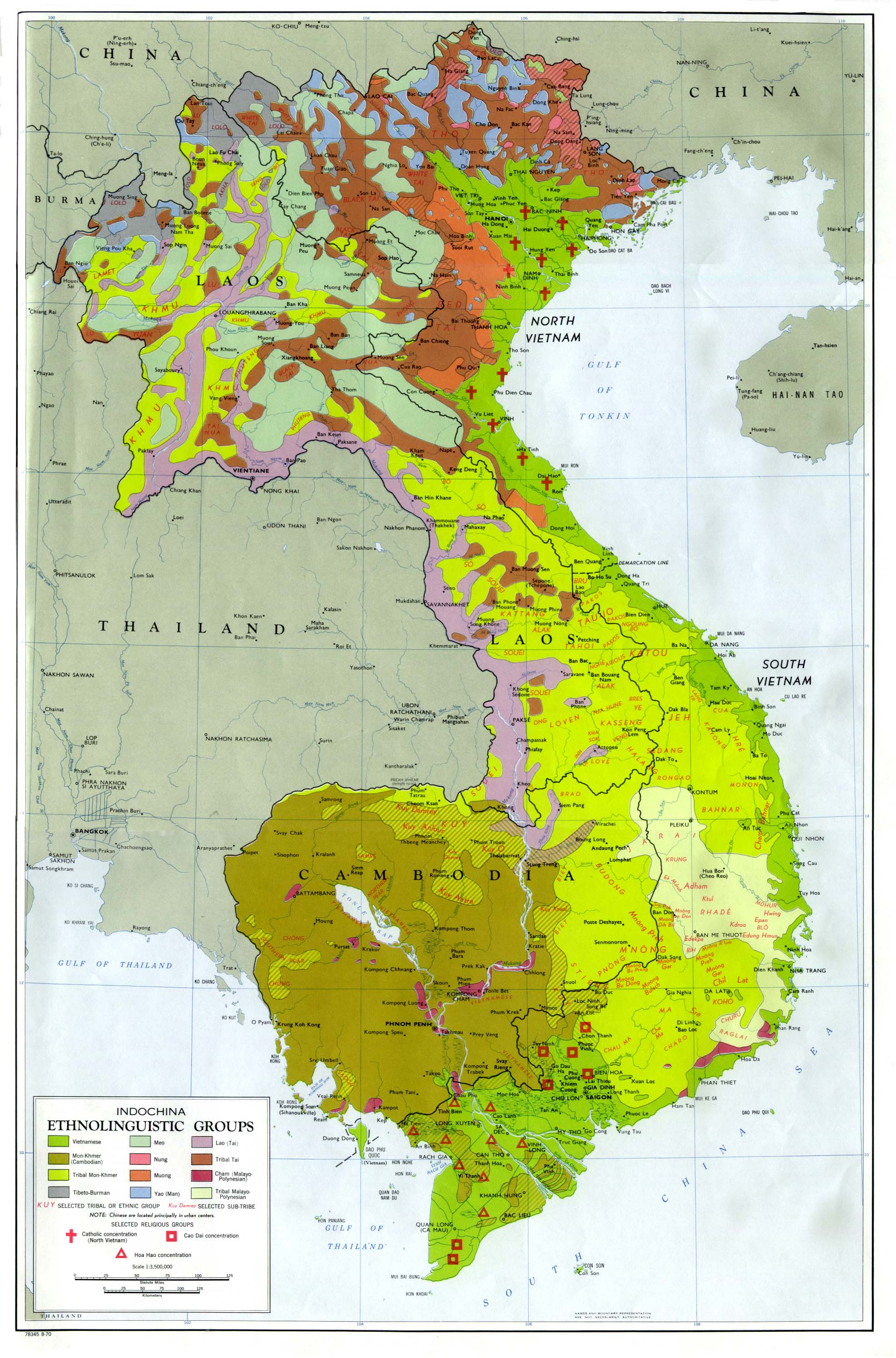
Indochine linguistique, 1970

La langue officielle, le vietnamien (Tiếng Việt), est aujourd'hui écrite au moyen d'un alphabet dérivé de l'alphabet latin. 85 % des Vietnamiens ne parlent qu'une langue, leur langue maternelle (vietnamien, ou langues des minorités ethniques). Cette romanisation se nomme Chữ quốc ngữ ; elle découle de la volonté des missionnaires catholiques du XVIIe siècle de retranscrire dans un système phonétique une langue qui n'était alors transcrite que dans le système d'écriture en caractères vietnamiens dérivé du chinois, les chữ nôm. Le jésuite Alexandre de Rhodes établit un dictionnaire de langue annamite, largement en transcrivant le dictionnaire vietnamien-portugais composé par Gaspar do Amaral, fondé sur la phonétique du portugais.
L'utilisation de cette transcription alphabétique a été imposée par le gouvernement français en 1918 et est devenue la méthode officielle d'écriture à l'indépendance du Vietnam.
Le vietnamien possède aussi un statut officiel dans l'Association des nations de l'Asie du Sud-Est. Il est reconnu comme l'une des 14 langues minoritaires de la Tchéquie.
Le Vietnam connaît une grande diversité linguistique, puisqu'il compte 109 langues appartenant à l'ensemble des cinq grandes familles linguistiques présentes en Asie du Sud-Est :
- austroasiatique (vietnamien, muong, khmer) ;
- tai-kadai (tày) ;
- hmong-mien (hmong) ;
- austronésienne (cham, jaraï) ;
- sino-tibétaine (chinois).

Des groupes parlant des langues austro-asiatiques sont répartis dans tout le pays, tandis que ceux qui parlent le tai-kadai, le hmong-mien ou les langues sino-tibétaines se trouvaient historiquement principalement dans le nord mais vivent maintenant également dans d'autres régions; Des groupes de langue austronésienne sont situés dans la partie sud du centre du Vietnam et les hauts plateaux de Tay Nguyen. La famille des langues austro-asiatiques est considérée comme la plus ancienne de la région.

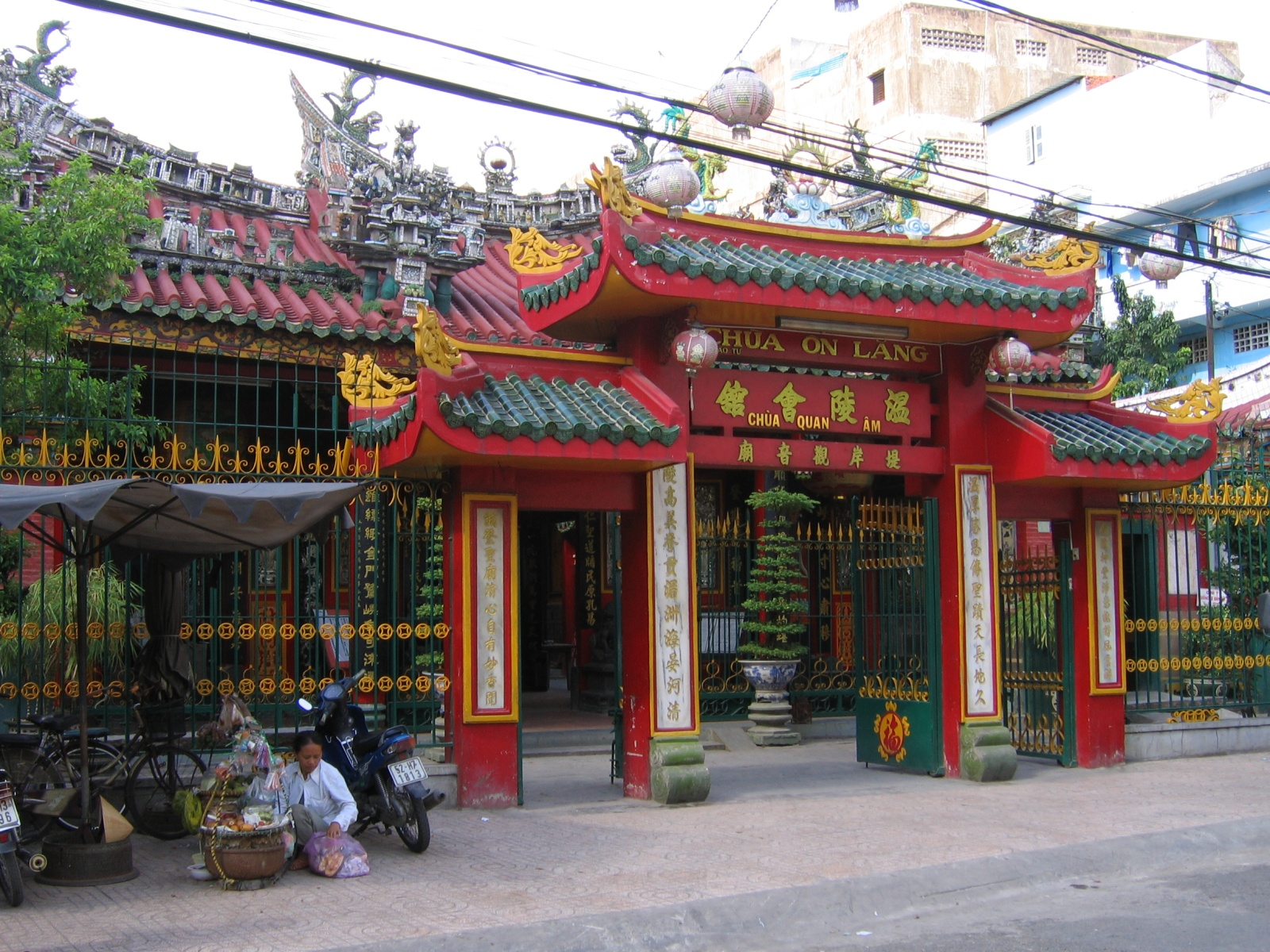
Une pagode à Hô Chi Minh-Ville.

Le chinois mandarin est beaucoup parlé (deux millions de locuteurs au moins), même si une grande partie des Chinois du pays parlent viêtnamien et une variante locale du chinois cantonais. On compte encore 12 000 à 15 000 russophones (héritage de l'influence de l'URSS des années 1960 à 1980). Le russe était très présent et très enseigné avant 1992. À certaines périodes (entre 1981 et 1986) l'enseignement du russe dépassait même l'enseignement du français. Cependant, de nombreux Vietnamiens ont depuis oublié la langue. Avant la crise économique de 2007–2008, le russe a connu un renouveau, avec l'arrivée des riches touristes russes (oligarques) bénéficiant du boom économique de la fin des années 1990 et du début des années 2000 qu'a connu la Russie. Le russe est surtout parlé à Cam Ranh et sa région, où de nombreux Vietnamiens travaillaient à la base soviétique puis russe de la baie de Cam Ranh de 1979 à 2002. Il y a également 50 000 à 65 000 germanophones, ce qui s'explique par le retour de Vietnamiens de l'ex-RDA de 1989 à 1999. Un renouveau de l'allemand a aussi été constaté depuis le début de ce siècle (essor du tourisme, forts contingents de touristes germanophones — plus nombreux que les touristes francophones —, échanges commerciaux importants). La période récente a vu de nouveau une forte émigration de Vietnamiens vers l'Allemagne, avec de multiples échanges et de nombreux allers-retours entre ces deux pays, ce qui fait que l'allemand est devenu la troisième langue européenne la plus parlée dans le pays.
Le khmer (cambodgien) conserve près de 500 000 locuteurs (les Khmers Kroms qui seraient ethniquement plus d'un million), surtout dans le Sud près de Hô Chi Minh-Ville, l'ex-Saïgon. Avant 1857, Saïgon était majoritairement de langue khmère mais la tendance a changé vers 1910 avec l'afflux des travailleurs de l'ethnie viêt, venus pour les travaux coloniaux de l'extension du port de Saïgon.
Le Vietnam fait partie de la francophonie. Le pays, ancienne colonie française, comporte une minorité francophone (environ 120 000 francophones « réels » ou partiels, pour la plupart liés à la diaspora en France) essentiellement constituée de personnes âgées ayant connu l'époque coloniale. Certains francophones ne maîtrisent plus que quelques mots en français, ou ont oublié la langue. Le chiffre des francophones réels doit plutôt tourner autour de 40 000 personnes.[réf. nécessaire] Les statistiques sur le nombre de francophones seraient volontairement surévaluées pour toucher des subventions européennes et françaises. Aujourd'hui le français reste très peu enseigné dans les écoles du pays. Le français souffre de son isolement dans la région et des conséquences de la mondialisation privilégiant la langue anglaise (échanges commerciaux, diplomatie, etc.). Les derniers militaires français sont partis du Vietnam en 1956, et la fin de la colonisation française remonte à 1953-1954.

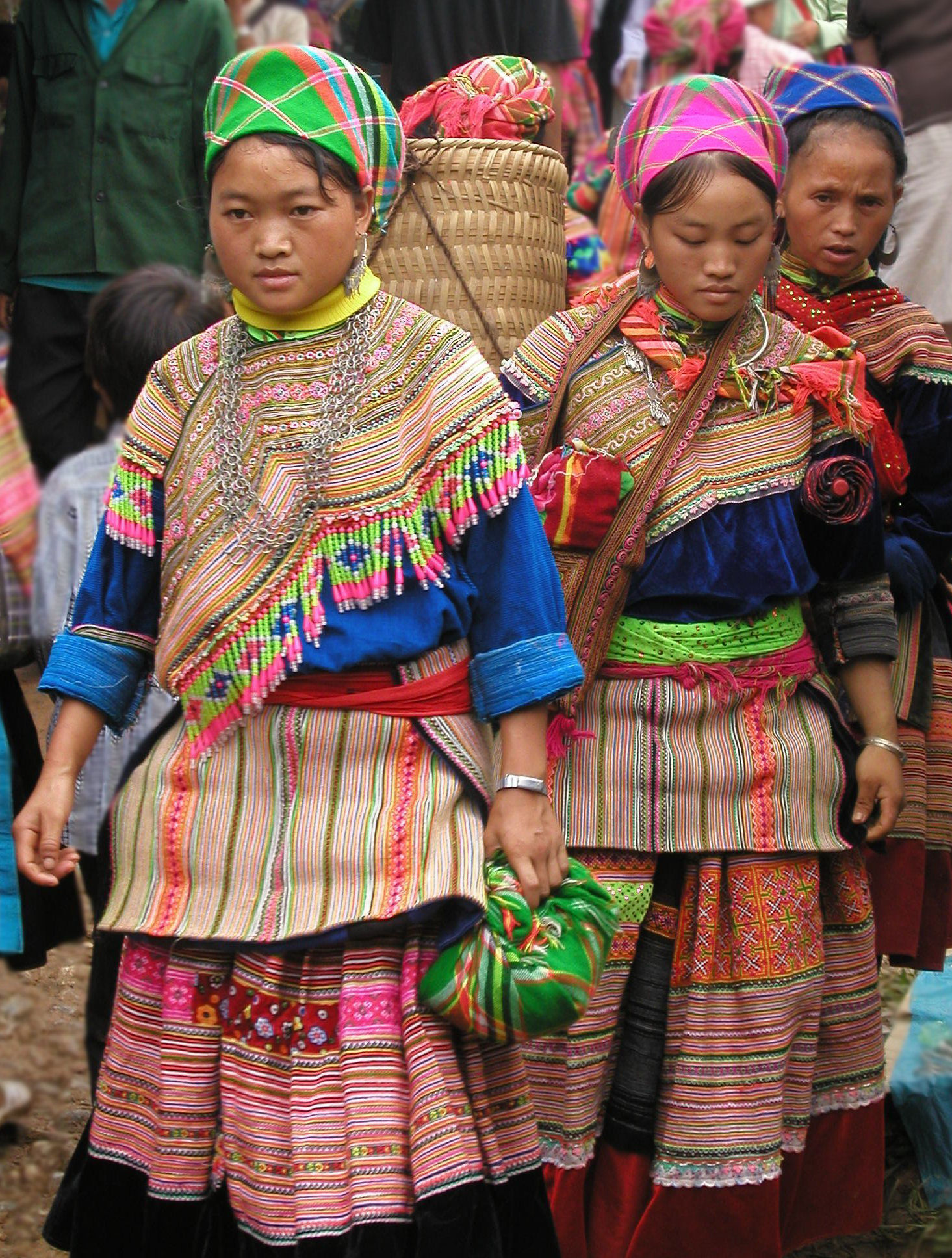
Femmes Hmong fleuries à Bắc Hà au Vietnam.

Les jeunes Vietnamiens misent désormais surtout sur l'apprentissage de l'anglais (2,5 millions d'anglophones réels au minimum), et il y a autant d'anglophones partiels, ce qui fait du Vietnam le pays d'Asie du Sud-Est qui a le plus d'anglophones, après les Philippines et la Malaisie et devant la Thaïlande. Ainsi, plus de cinq millions de Vietnamiens maîtrisent l'anglais, à des degrés divers, soit environ 6,5 % de la population en 2001. Cette situation s'explique par la forte présence de soldats américains entre 1961 et 1975 au Sud-Vietnam, ainsi que par la forte émigration vers les pays anglophones : une grande partie des plus de deux millions de Viêtnamiens émigrés est allée dans des pays anglophones tels que les États-Unis, l'Australie, etc.)[réf. nécessaire]. La presse anglophone est très dynamique au Vietnam, et les programmes de télévision américains sont captés par satellites (ex. : CNN, CBS) par les jeunes Vietnamiens. L'anglais est aussi la langue de l'APEC et de l'ASEAN, pour communiquer avec les autres pays d'Asie. Il est aussi utilisé par une grande partie de la diaspora qui vit dans les pays anglo-saxons tels que les États-Unis, le Canada, l'Australie. Une faible partie des Amérasiens (plusieurs milliers, enfants nés de soldats américains et de Vietnamiennes) nés durant la guerre, avant 1975, sont anglophones. La plupart ne parlent que le vietnamien.
Le russe, le polonais, le roumain sont aussi parlés par des descendants de coopérants du pacte de Varsovie auprès du Việt Minh ayant fait souche dans le pays, mais le nombre de locuteurs est inconnu. Inversement il y a au moins 60 000 Vietnamiens en Pologne, dont l'immigration est récente, avec des allers et retours nombreux entre les deux pays.

### Gastronomie
Issue d'un fort métissage culturel, la gastronomie vietnamienne obéit à des règles culinaires subtiles. En effet, elle s'appuie sur deux piliers fondamentaux : la philosophie du Yin et du Yang et le principe des cinq éléments (bois, feu, métal, terre et eau), lesquels sont appliqués à tous les plats vietnamiens, qui reposent donc sur un équilibre et un jeu de compensation entre les goûts et les arômes. À travers l'utilisation d'herbes fraîches, de nombreux légumes et fruits de mer combinés à des techniques de cuisson traditionnelles qui évitent la friture et les huiles dans sa nourriture, la cuisine vietnamienne est considérée comme l'une des plus saines au monde.
Cette gastronomie raffinée et très diversifiée se distingue selon les régions :
- dans le Nord, on y trouve deux aliments constants : la sauce de soja, véritable marqueur de la cuisine vietnamienne « nordique » et transmis par les trois pays frontaliers du Viêt Nam (Chine, Laos et Cambodge), et le riz gluant, cultivé dans le delta du fleuve Rouge ;
- dans le Sud, les spécialités vietnamiennes sont plus sucrées et plus tropicales grâce au delta du Mékong qui offre une multitude de fruits de mer, riz et fruits comme le pitaya (ou fruit du dragon) et la papaye verte ;
- dans le centre du Viêt Nam, l'alimentation est plus salée, héritage de la méthode de conservation ancestrale par le sel. Elle est aussi plus épicée, grâce aux influences indiennes qui lui ont légué le piment.

La colonisation du Viêt Nam par les Français a également contribué à étoffer sa cuisine. Ce sont ces derniers qui ont introduit le café, la baguette de pain indissociable des bánh mì, le bœuf, la pomme de terre, le potiron, les haricots verts ou encore les chayotes. Ces produits font aujourd'hui partie intégrante de la culture alimentaire vietnamienne.
En 2020, le Viêt Nam a été nommé comme la première destination culinaire d'Asie par le magazine Forbes.